# رنگرزی
رنگرزی یا صبّاغی به فرایندی گفته می‌شود که در طی آن کالای نساجی مثل الیاف، نخ، پارچه یا پوشاک در محلولی که شامل مواد رنگزا و مواد شیمیایی می‌باشد، رنگ‌آمیزی گردد و مولکول‌های رنگ، با دوامی نسبی با مولکول‌های کالای نساجی، پیوند محکمی برقرار نمایند. به عبارت دیگر رنگرزی مهارتی‌است که طی آن مادهٔ رنگزا در درجهٔ حرارت هدایت شده و زمان مشخص، داخل الیاف یا کالای منسوج (بافته شده) نفوذ کرده و آن را رنگ می‌کند. در رنگرزی، مادهٔ رنگزا به‌طور کلی، به همه مواد طبیعی یا شیمیایی که قابلیت رنگرزی الیاف یا منسوجات را دارند گفته می‌شود. رنگ کالای رنگرزی شده نباید به آسانی در اثر شستشو یا در برابر نور از بین برود. رنگرزی و چاپ دو روش رنگ کردن پارچه هستند که تفاوت‌های اساسی با یکدیگر دارند. رنگرزی سنتی و رنگرزی صنعتی دو روش متداول رنگرزی می‌باشند. کاربری رنگرزی سنتی با نوین شدن صنعت نساجی، رفته رفته کاهش پیدا کرده‌است. از نقاشی‌های روی دیواره‌های مقبره‌های مصر باستان چنین استنتاج می‌شود که از بیش از ۳۰۰۰ سال قبل از میلاد مصری‌ها حصیرهای رنگی می‌ساخته‌اند. رنگرزی در ایران سابقهٔ کهنی دارد. کارگاه قالی‌بافی شاهان هخامنشی در شهر سارد و نوشته‌هایی دربارهٔ قالی ارغوانی رنگ روی آرامگاه کوروش، گواه این مدعا است.
در فرایند رنگرزی چهار عامل نقش اصلی را بازی می‌کنند که عبارتند از: مواد رنگزا، کالای رنگرزی، مواد شیمیایی کمکی و ماشین‌های رنگرزی. مواد رنگزایی که در رنگرزی استفاده می‌شوند ممکن است منبع طبیعی یا مصنوعی داشته باشند. رنگرزی با چاپ کلاقه‌ای، گرهی و کاتازوم سه سبک مختلف رنگرزی از لحاظ نحوهٔ ایجاد نقوش گوناگون بر روی پارچه، می‌باشند.
در رنگرزی سنتی ابزاری نظیر ظرف (پاتیل)، دماسنج، همزن و ظروف شیشه‌ای مورد استفاده قرار می‌گیرد. همچنین نمک‌های فلزی مثل انواع زاج، مواد قلیایی مثل آمونیاک و ماده اصلی یعنی آب که محیط رنگرزی را تشکیل می‌دهد، در فرایند رنگرزی سنتی کاربرد گسترده‌ای دارند.
ماشین‌های رنگرزی نخستین از وسایل بسیار ساده‌ای تشکیل می‌شدند ولی به مرور زمان پیشرفت‌های قابل ملاحظه‌ای در این صنعت به وجود آمد و برای رنگرزی، ماشین‌های مدرن و خودکار ساخته شدند.
رنگرزی شیوه‌های متفاوتی دارد که می‌توان از رنگرزی گِرِهی، کاتازوم و چاپ کلاقه‌ای نام برد. بررسی تأثیرات فرایند رنگرزی بر روی محیط زیست در همهٔ کشورها و کل کرهٔ زمین بسیار حائز اهمیت است. بسیاری از کشورهای در حال توسعه مقررات خاصی در زمینه نوع رنگ‌های مصرفی، روش‌های گوناگون آن و دفع پساب‌های حاصل، تدوین نکرده‌اند.

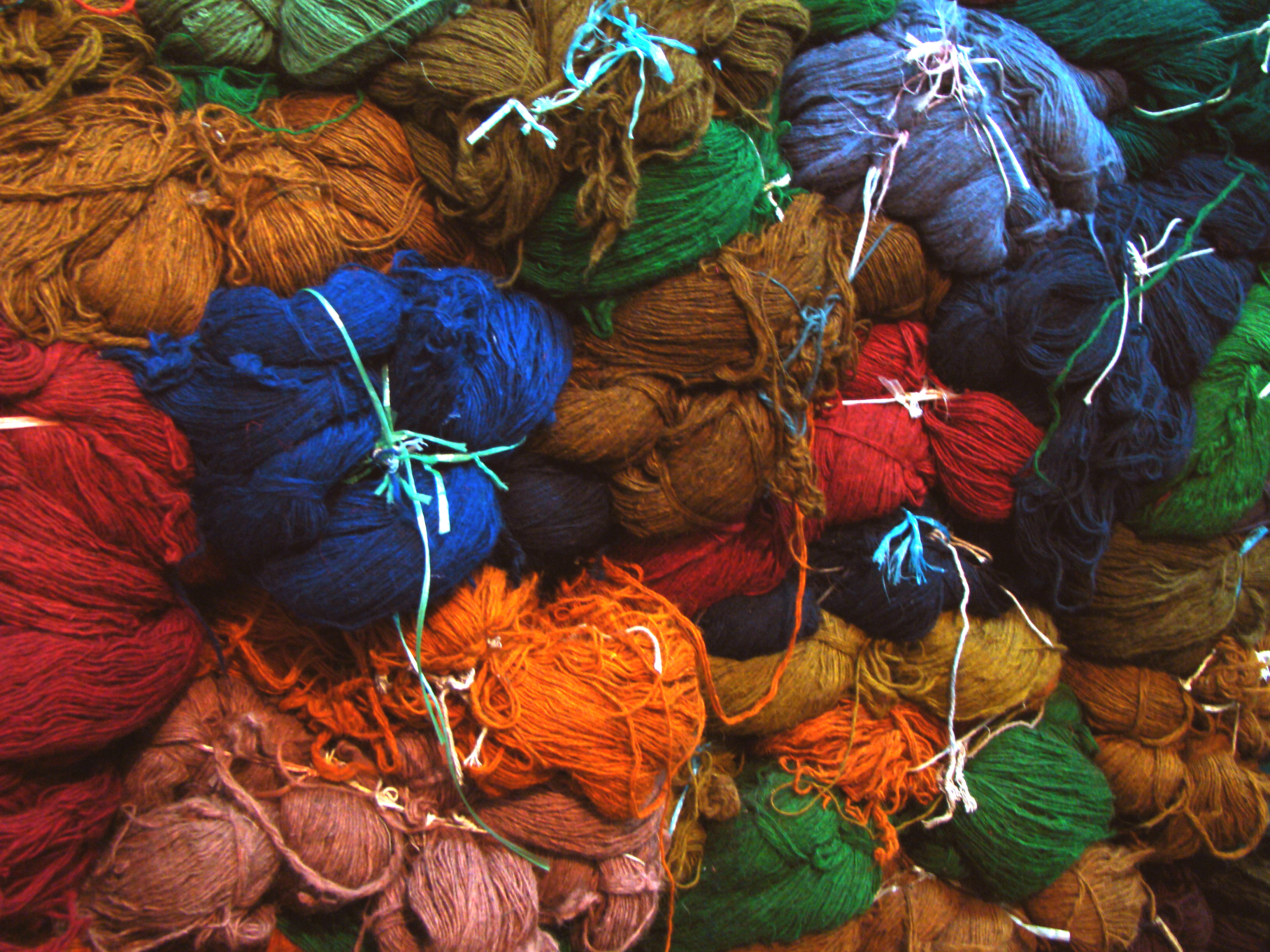
نخ‌های رنگرزی شده برای بافتن فرش، تبریز.

## واژه‌شناسی
رنگرزی = رنگ + رَز + ی. «رز» ستاک حال (بن مضارع) مصدر «رَزیدن» یا «رَشتن» یا «رُشتن» به معنی رنگ کردن است. پس «رزی» اسم مصدر رشتن و رنگرزی به معنای رنگ‌آمیزی با رنگ و آغشتن به رنگ (نه چیز دیگر) است.

## پیشینه
گیاهانی که دارای مواد و مایعات رنگین هستند، نقطه آغازی بهره‌مندی از این گیاهان برای انسان می‌باشد. انسان در ابتدا از مواد رنگین برای خود آرایی خود استفاده می‌کردند. این کار در ابتدا توسط مردان انجام شد. هدف از این کار جلب توجه زنان و دور شدن دشمنان، بوده‌است. این روش در بین مردمان آفریقایی و قبیله‌های بومی استرالیا وجود دارد. پس از سال‌ها با شناخت و روش‌های تهیه الیاف، از آن برای رنگرزی بهره بردند.

### پیشینه رنگرزی در جهان

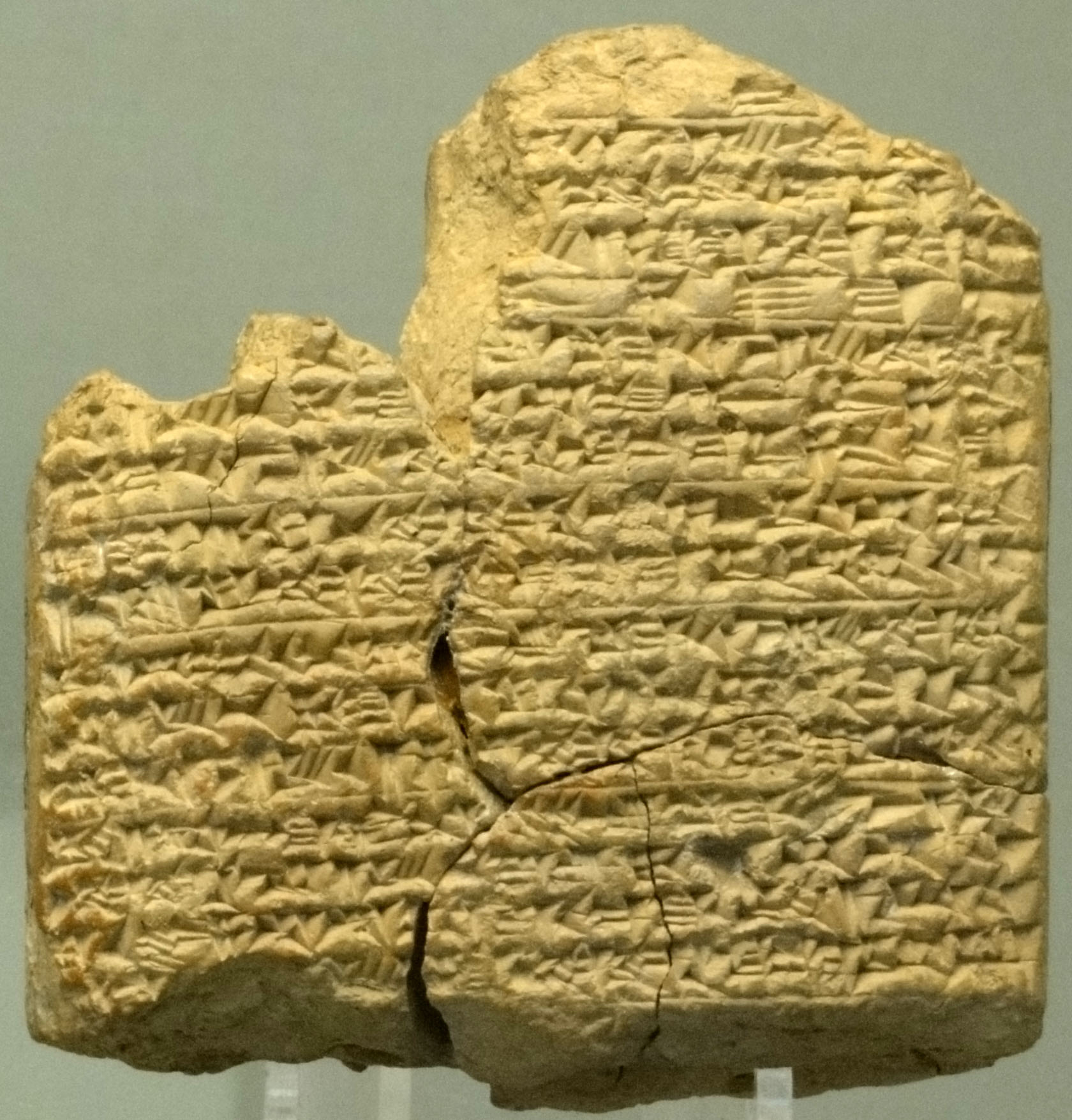
لوح رسی به خط میخی که روش رنگرزی الیاف پشم به رنگهای ارغوانی و آبی روی آن حک شده‌است، مربوط به ۵۰۰ الی ۶۰۰ سال پیش از میلاد

بیش از ۳۰۰۰ سال قبل از میلاد در چین، رنگرزی انجام می‌شده‌است، گرچه دلیل قاطعی در دست نیست. قدیمی‌ترین اسناد از مذهب هندو که در رابطه با رنگرزی‌است، متعلق به ۲۵۰۰ سال پیش از میلاد است. در آن زمان رنگرزها کالای ابریشمی و پارچه‌های طلایی زربافت خود را به رنگ‌های گوناگون رنگرزی می‌کردند. از این اسناد تاریخی می‌توان نتیجه گرفت که رنگرزی در آن هنگام یک کار معمول و متداول بوده‌است. عقیده بر این است که این پیشه و صنعت از ایران به مصر منتقل شده‌است.
از نقاشیهای روی دیواره‌های گورهاها چنین برمی‌آید می‌شود که از بیش از ۳۰۰۰ سال پیش از میلاد مصری‌ها حصیرهای رنگی می‌ساخته‌اند و آن‌ها را روی دیوارهایشان آویزان می‌کرده‌اند. بوته رنگرزها، که بدون شک امروزه به عنوان گلرنگ شناخته شده در آن دوره برای ایجاد رنگ‌های قرمز و زرد بر روی کالای نساجی به کار می‌رفته‌است. پیرامون ۱۴۵۰ سال پیش از میلاد مصری‌ها به‌طور شگفت‌آوری کالای نساجی را با ساختار ظریفی می‌ساختند و قادر بودند آن‌ها را با رنگ‌های گوناگون رنگرزی کنند.

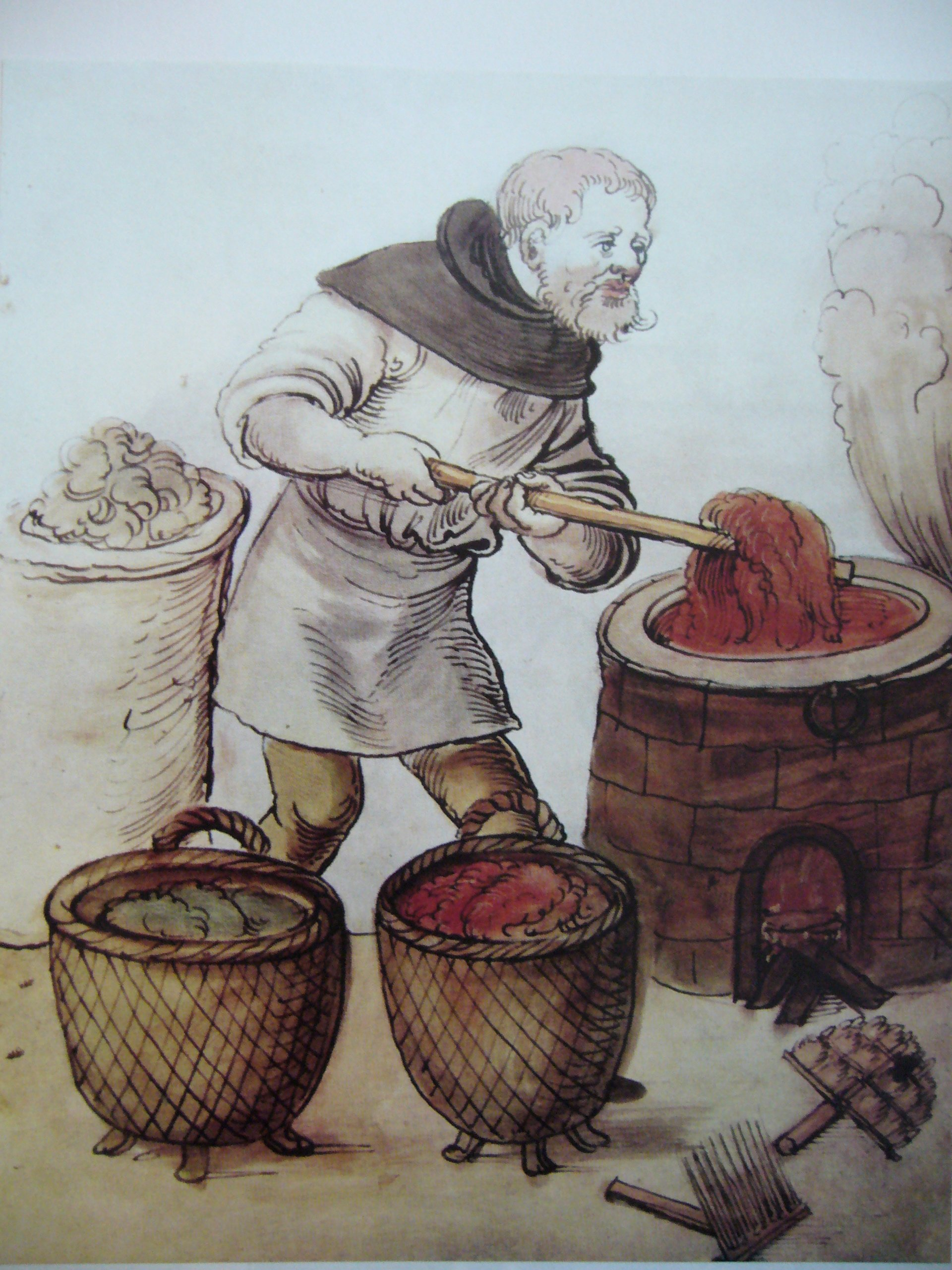
نگاره یک رنگرز در حال رنگرزی مربوط به سده ۱۵ میلادی

از دیگر مواد رنگزای طبیعی که طی دوره‌های بعد از آن در رنگرزی استفاده شده‌است ارغوانی صوری بود که برای رنگرزی شنل سزارها به کار می‌رفت. این مادهٔ رنگزا بسیار کمیاب بود و از نوعی حلزون دریایی به دست می‌آمده‌است.
مقدار زیادی از دانش رنگرزی قدیمی پژوهشگران مرهون نوشته‌های پلینی می‌باشد، پلینی تعداد زیادی از روش‌های رنگرزی استفاده شده در دوران خودش را به نگارش درآورد. در بمبئی واقع در هندوستان در اثر حفاری، یک کارگاه رنگرزی کشف گردید؛ در این کارگاه مشاهده شد که دیوارهای آن را با یک رشته نقاشی‌های دیواری مختلف تزئین نموده بودند و جالب توجه‌است که یکی از این تصویرها، سیاره تیر (عطارد) بود که کیف پولی را حمل می‌کرد و این به عنوان نمادی بود که در آن روزگاران رنگرزی دادوستدی سودآور به‌شمار می‌آمده‌است. تا اواسط قرن نوزدهم، تمامی مواد رنگزا از منابع طبیعی به دست می‌آمد. در هندوستان، از نیل استخراج شده از گیاه نیل و همچنین از آلیزارین به‌عنوان مادهٔ رنگزا استفاده می‌کردند. در آن زمان رنگرزها، گل‌هایی را که دارای مواد رنگی بودند با پودر تالک مخلوط کرده و در تهیه مواد آرایشی قرمز رنگ مورد استفاده قرار می‌دادند. اکثر مواد رنگزایی که ریشه طبیعی داشته و در قرون وسطی به کار می‌رفتند، قادر نبودند به تنهایی رنگ با ثباتی را بر روی کالای نساجی ایجاد کنند، به این خاطر الیاف را با مواد رنگزا همراه با اکسیدهای فلزی از قبیل اکسید آلومینیوم، آهن و قلع که به آن‌ها دندانه می‌گویند، رنگرزی می‌کردند؛ و بدین ترتیب ثبات رنگ روی کالا افزایش می‌یافت. یکی از متداول‌ترین مواد رنگزای طبیعی دندانه‌ای که در آن زمان مورد مصرف قرار می‌گرفت، آلیزارین بود که از ریشه گیاه روناس به دست می‌آمد. این ماده به مقدار وسیعی در اروپا، ایران و هندوستان کشت می‌شد. این ماده در رنگرزی به همراه اکسید آلومینیوم و اکسید آهن به‌کاررفته و از آن به ترتیب برای کسب رنگ‌های قرمز و ارغوانی مایل به بنفش استفاده می‌کردند. همچنین برای حصول رنگ‌های شکلاتی از مخلوطی از دندانه‌های اکسید آلومینیوم و اکسید آهن استفاده می‌کردند. یکی دیگر از مواد رنگزای طبیعی که کاربرد خیلی زیادی داشت، ماده رنگزای استخراج شده از درخت بَقَم بود و به مقدار زیاد در رنگرزی با دندانه اکسید کروم برای ایجاد رنگ‌های سیاه مورد استفاده قرار می‌گرفت. قرمزدانه، ماده رنگزایی بود که از یک نوع حشره به دست می‌آمد، و در رنگرزی با دندانه آلومینیوم، رنگ قرمز سیر (لاکی) روی کالا ایجاد می‌کرد. این ماده رنگزا تا سال‌های اخیر برای رنگرزی لباس‌های ویژه افسران گارد در جشن‌ها، به کار برده می‌شد. تا سال ۱۳۷۱ میلادی که رنگرزها صنف مستقل خود را در فلورانس تشکیل دادند اما اطلاعات دیگری در مورد آن‌ها در دست نیست. این اتحادیه عمر کوتاهی داشت و در سال ۱۳۸۲ منحل شد، ولی بعد از آن، به‌زودی اتحادیه‌های رنگرزان در سراسر کشورهای اروپایی تشکیل شد. در لندن نخستین منشور رنگرزها به نام ورشیپفال کمپانی آو دایرز به سال ۱۴۷۱ میلادی به‌وجود آمد.
تا اواسط قرن نوزدهم، تمامی مواد رنگرزی از منابع طبیعی به دست می‌آمدند. کتابی در مورد رنگرزی و چاپ چلوار توسط پارنل در سال ۱۸۴۴ میلادی نوشته شده و آمار خوبی دربارهٔ مواد رنگرزی طبیعی که قبل از تولید مواد رنگرزی مصنوعی مورد استفاده قرار می‌گرفتند، داده‌است.
در انگلستان، فرانسه و آلمان، گیاهی به نام ایساتیس کشت می‌شده‌است، از این گیاه ماده فعالی به نام ایندیگوتین استخراج می‌شد که در رنگرزی جهت به دست آوردن رنگ آبی استفاده می‌شد. سال ۱۸۵۶ پرکلین ماده رنگرزی مفیدی به نام ماوین تولید کند. در سال ۱۸۵۸ شیمی‌دانی به نام ورگوئین ماده‌ای رنگزا به نام فیوشین را تولید نمود. در سال ۱۸۶۳ لایت فوت برای نخستین بار، روش رنگرزی موفقی با رنگ سیاه بر اساس اکسیداسیون آنیلین که روی پنبه آغشته شده بود کشف کرد. وی در این فرایند محصولی تولید کرد که به نام آنیلین سیاه شناخته شد. از قرون وسطی تا زمان حال تولید مواد رنگزا با گسترش چشمگیری مواجه بوده‌است، امروزه کارخانه‌های زیادی در زمینه تولید مواد رنگزا که ماده اساسی رنگرزی‌است، فعال بوده‌اند.

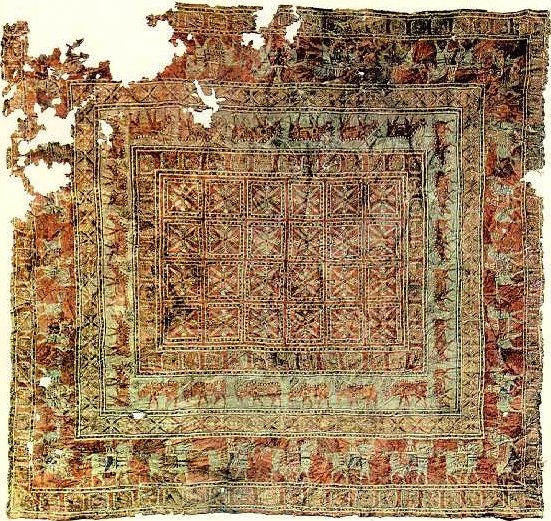
فرش پازیریک قدیمی‌ترین فرش دنیا، بیشتر پژوهشگران این قالی را از دست‌بافت‌های پارت‌ها یا مادها می‌دانند، این موضوع نشان از قدمت رنگرزی در ایران‌زمین دارد.

### پیشینه رنگرزی در ایران
رنگرزی در ایران سابقهٔ دیرینه‌ای دارد. پیش از اسلام، به خصوص شواهدی همچون اشارهٔ گزنفون مورخ یونانی، به کارگاه قالی بافی شاهان هخامنشی در شهر سارد مربوط به ۴۰۰ سال قبل از میلاد و نوشته‌هایی دربارهٔ قالی ارغوانی رنگ، روی قبر کوروش و کهن‌ترین اثر دارای گره ایران، که تا به حال نخستین نمونه قالی ایران محسوب شده و توسط پروفسور رودنگر در مغولستان در ناحیه‌ای به نام پازیریک کشف شده‌است، وجود هنر قالی بافی و به پیرو آن صنعت رنگرزی را از آغاز تاریخ ایران باستان به صورت هنری ارزنده و تکامل یافته در منطقه قطعی می‌سازد. در حاشیهٔ فرش پازیریک، نقش تعداد زیادی اسب به چشم می‌خورد و در بافت آن از رنگ‌های سبز، آبی، قرمز و زرد استفاده شده‌است. با بررسی نقوش و همچنین طریقهٔ بافت آن معلوم می‌شود که دست کم سنت هزار ساله‌ای لازم است تا چنین فنون پیچیده‌ای شکل گیرد.
در دوره ساسانی رنگرزان از احترام خاصی برخوردار بوده‌اند. کشف نمونه‌هایی از پارچه‌های دوره ساسانی که شاهکارهایی از ذوق و ظرافت و هنر طراحی و رنگرزی به حساب می‌آید ناشی از وجود صنایع پیشرفته رنگرزی و نساجی و بی تردید بافت فرش است که اعتبار آن را به اوج می‌رساند. از نمونه‌های فرش ساسانی فرش بهارستان یا بهارخسرو می‌باشد که علاوه بر استفاده از سنگ‌ها و جواهرات و تزئینات گران‌ب‌ها و بی‌نظیر، استفاده از رنگ‌های زیبایی که تمام فصول سال را به نحو شگفت‌انگیزی در مقابل نگاه بیننده قرار داده‌است.

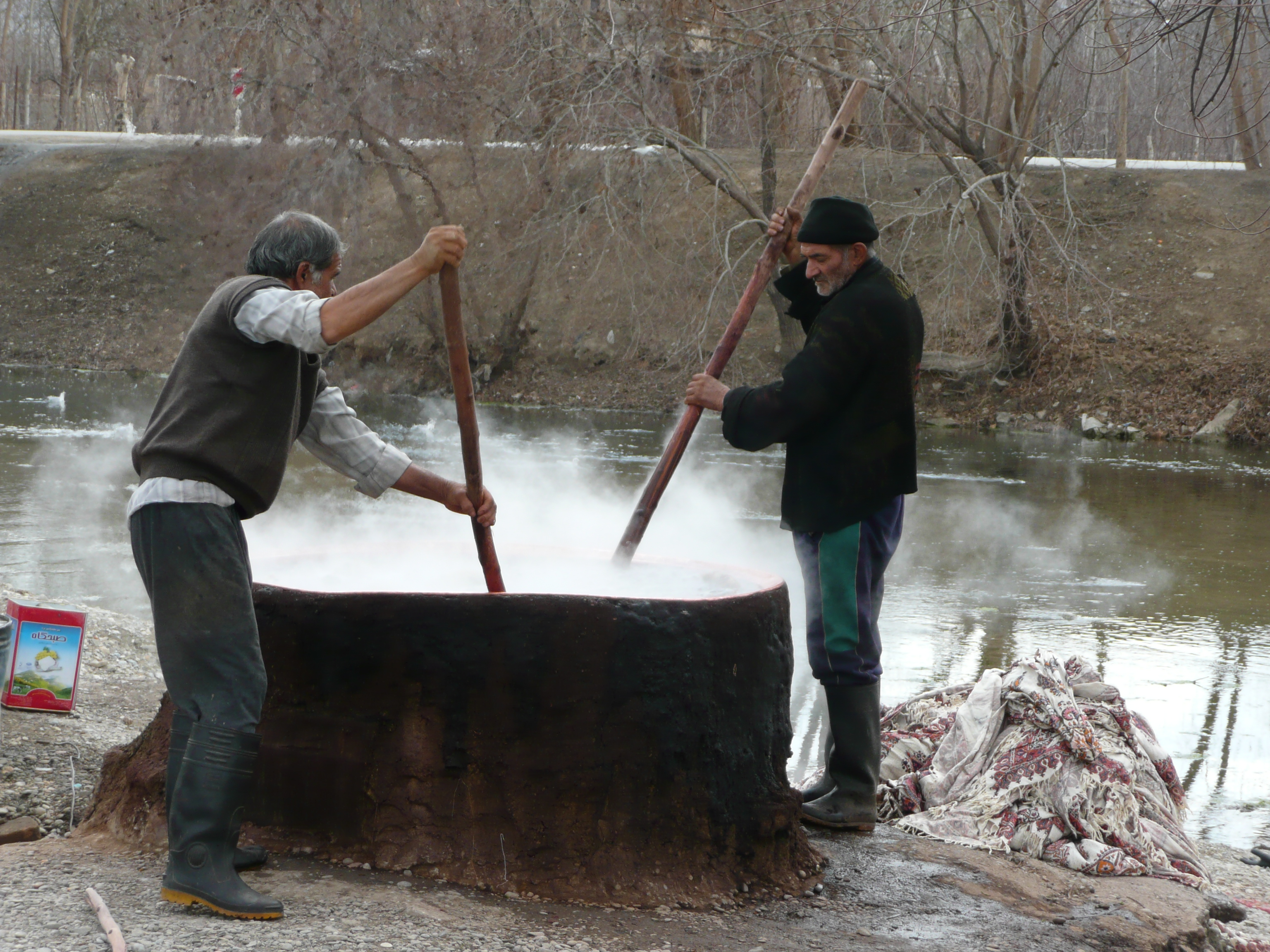
رنگرزی سنتی در اصفهان (زاینده رود)، کارگران در حال هم زدن پاتیل رنگرزی

شیوهٔ ساسانیان در به‌کارگیری رنگ‌ها با شیوهٔ بیزانسی تفاوت داشته و تنها رنگ‌های به کار رفته یکی‌است ولی رنگ‌های ساسانی دارای درخشش کمتر و معتدل‌تر است و هنرمندانه‌تر تقسیم شده و با در نظر گرفتن نقش انتخاب شده‌اند. در دوران آل بویه و سپس سلجوقیان به وجود کارگاه‌های رنگرزی که به صورت صنفی و تولیدی در بسیاری شهرهای ایران نظیر یزد، کاشان و اصفهان اشاره شده‌است. در این کارگاه‌ها علاوه بر بافندگان، رنگرزان نیز به‌طور دائم حضور داشتند و تجربه و مهارت و ذوق خود را در این رنگرزخانه‌ها به‌کار می‌گرفتند. شهرت ایرانیان در رنگسازی و دریافت ارزش رنگ‌ها به‌خصوص در زمینه‌های مربوط به کتاب‌سازی و مینیاتور نیز به مرزی رسیده بود که با گسترش مکتب هنری برجسته‌ای نظیر مکتب هرات، ایرانیان به عنوان استادان رنگ شناخته می‌شدند. با شروع حکومت سلاجقه در ایران تمامی فنون و به خصوص رنگرزی و قالی بافی نیز به خاطر عشایر ترک در سراسر کشورهای اسلامی اهمیت فراوان پیدا کرد. یک نمونه از بافته‌های دوره سلجوقی که در موزه متروپولیتن نیویورک موجود است دارای اشکال توریقی —به معنی برگ دادن درخت— به رنگ پرتغالی و قهوه‌ای، و قطعه‌ای دیگر به رنگ سبز و سفید است. رنگ‌های فرش با استفاده از گیاهان و به کمک مهارت استادکاران رنگرز به حد و دامنه‌ای رسید که به تدریج دیگر هنرها و صنایع دستی را در سایه قرار داد. روناس، نیل، اسپرک، پوست گردو، پوست انار و زعفران و سایر رنگ‌های گیاهی که از صدها سال پیش بشر شناخته بود به دست هنرمندان رنگرز ایرانی جلوه‌ای یافت که در هیچ کجای دیگر از جهان تقلید شدنی نبود. دوران صفویه اوج ترقی صنایع رنگرزی و قالی بافی‌است؛ خوشبختانه آثار زیادی از آن زینت بخش موزه‌های دنیاست که شیوه رنگ آمیزی ملایم و بی‌نظیر در قطعات به دست آمده به چشم می‌خورد. رنگ‌های متعددی که در بافت قالی‌ها بکار رفته‌است که عبارتند از: قرمز سیر، آبی، سبز، زرد کمرنگ و نارنجی؛ که این رنگ‌ها تقریباً معادل رنگ‌هایی هستند که امروزه در رنگرزی سنتی ایران از آن‌ها استفاده می‌شود و نشانهٔ بارز قدمت صنعت رنگرزی در ایران است. رنگرزان به کمک خلاقیت خود، ته رنگ‌هایی به وجود می‌آوردند که با یکدیگر تفاوت جزئی داشتند. مثلاً در ترکیب رنگ‌ها، بنفش مخلوط با سرخ را برای ساختن رنگی مانند شاه‌توتی که درخشش شگرفی داشت یا با مخلوط بیشتری از زرد تند آن‌ها را به رنگ سرخ خرمالویی درمی آوردند. صنعت رنگرزی ایران در اواخر دوران صفویه، هم‌زمان با رشد رنگرزی مدرن در اروپا عظمت و اهمیت خود را تا حدی از دست داد. در دورهٔ پهلوی کاربرد رنگ‌های شیمیایی خارجی نسبت به رنگ‌های طبیعی افزایش چشمگیری پیدا کرد.

## فرایند رنگرزی
در فرایند رنگرزی چهار عامل نقش اصلی را بازی می‌کنند، که عبارتند از: مواد رنگزا، کالای رنگرزی، مواد شیمیایی کمکی و ماشین‌های رنگرزی

### مواد رنگزا در رنگرزی
استفاده از رنگ در کالاهای نساجی و تزئینی به دلیل زیبایی و تأثیر آن در روح انسان از زمان‌های خیلی قدیم معمول و متداول بوده‌است. پیشرفت‌های زیادی از دیرباز در کار رنگرزی و تولید مواد رنگزا به وجود آمده‌است، به‌طوری‌که امروزه این صنعت با استفاده از جدیدترین فنون رنگرزی و به‌کارگیری انواع مختلف مواد رنگزا توانسته‌است مطلوب‌ترین کالاهای رنگرزی شده را در فام‌های متعدد به بازار عرضه نماید. مواد رنگزای استفاده شده در فرایند رنگرزی به دو روش طبقه‌بندی می‌شوند که یکی از آن‌ها طبقه‌بندی بر اساس ساختار شیمیایی و دیگری طبقه‌بندی بر اساس نوع کاربرد می‌باشد. از لحاظ طبقه‌بندی بر اساس ساختار شیمیایی مواد رنگزا به گروه‌های رنگدانه‌ها (پیگمنت‌ها)، مواد رنگزای اسیدی، مواد رنگزای آزو، مواد رنگزای آنتراکینون، مواد رنگزای خمی، مواد رنگزای ایندیگو، مواد رنگزای آریل کربونیوم، مواد رنگزای پلی متین، مواد رنگزای متالوسیانین، مواد رنگزای نیترو و مواد رنگزای نیتروزو و مواد رنگزای متفرقه تقسیم‌بندی می‌گردند. مواد رنگزا از لحاظ نوع کاربرد به چهار گروه مواد رنگزای گروه اول، مواد رنگزای گروه دوم، مواد رنگزای طبیعی و درخشان‌کننده‌های فلورسنتی تقسیم می‌شوند. مواد رنگزای طبیعی ریشهٔ طبیعی داشته و با توجه به منبع استخراج آن‌ها در سه گروه زیر می‌توانند تقسیم‌بندی شوند:
1. مواد رنگزای به دست آمده از گیاهان مثل نیل، روناس و غیره که از ریشه، گل، برگ، میوه و پوست نباتات به دست می‌آیند.
2. مواد رنگزای به دست آمده از جانوران مانند قرمزدانه و صدف فرفری
3. و آن‌هایی که از مواد معدنی به دست می‌آیند مثل خاک سرخ.[۱]

### کالای رنگرزی
کالای رنگرزی در تعریف به ماده‌ای می‌گویند که هدف فرایند رنگرزی‌است و عملیات رنگرزی جهت رنگ‌کردن آن انجام می‌گیرد. کالای رنگرزی یا به عبارتی کالای نساجی، به سه ظاهر مختلف می‌تواند وجود داشته باشد که عبارتند از الیاف، نخ، پارچه.
فرایند رنگرزی برای هر سه شکل الیاف، نخ و پارچه انجام می‌گردد. در مهندسی نساجی، الیاف به دو گروه الیاف آب دوست و الیاف آب گریز تقسیم می‌شوند، الیاف آب دوست به دو زیرگروه الیاف سلولزی یا گیاهی (مثل: پنبه، کتان) و الیاف پروتئینی یا حیوانی (مثل: مو، پشم و ابریشم) طبقه‌بندی می‌شوند، الیاف آب گریز یا الیاف مصنوعی نیز به سه زیرگروه استات‌ها، آکریلیک‌ها و نایلونها رده‌بندی می‌شوند.

### مواد شیمیایی کمکی
مواد کمکی به موادی گفته می‌شود که در فرایند رنگرزی نقش کلیدی را بازی کرده و بدون آن‌ها رنگرزی به صورتی نا تمام انجام می‌گردد و کالای رنگرزی با کیفیت نامطلوب رنگرزی می‌شود. در جدول زیر به تعدادی از مواد کمکی اشاره شده‌است. کیفیت مواد شیمیایی کمکی و ماده رنگزای مورد استفاده در رنگرزی بسیار حائز اهمیت است؛ به‌کارگیری مواد نامطلوب و درجه دوم، نتیجهٔ مطلوبی را در برنخواهد داشت.
مواد کمکی در برخی الیاف مثل پشم در پیش از رنگرزی (شستشو و آماده‌سازی) نیز استفاده می‌شوند، مثلاً برای رنگرزی نخ‌های پشمی در ایران ابتدا آن را با نمک‌های قلع، آلومینیوم و مس شستشو و آماده‌سازی می‌کنند.
| مادهٔ کمکی                          | فرمول شیمیایی      |
| آب اکسیژنه                         | H2O2               |
| اتانول                             | C2H5OH             |
| اوره                               | CH4N2O             |
| اتیلن دی‌آمین تترااستیک اسید        | C50H70N10NaO41H100 |
| مس(II) سولفات (زاج سبز) (کات کبود) | CuSO4              |
| سدیم کلرید (نمک طعام)              | NaCl               |
| دی‌متیل‌کتون                         | CH3COCH3           |

برای مطالعهٔ ماشین‌های رنگرزی به بخش رنگرزی صنعتی مراجعه گردد. 

### مروری کوتاه بر اصطلاحات رنگرزی
1. زاج: یکی از انواع دندانه می‌باشد که سابقه طولانی از نظر مصرف در رنگرزی با رنگ‌های طبیعی در ایران دارد و به صورت‌های گوناگون مثل زاج سیاه، زاج سفید، زاج سبز، کات کبود موجود است.
2. آب آهک: آب آهک یا هیدروکسید کلسیم برای تهیه رنگ‌های حنایی در رنگرزی استفاده می‌شود.
3. اسید لاکتیک: ماده‌ای است که در دوغ، ماست، قرقوروت موجود است و به عنوان دندانه استفاده می‌شود.
4. اسید اگزالیک :یا جوهرترشک ماده‌ای است که یکی از دندانه‌های اسیدی می‌باشد و در گیاهانی چون اسفناج وجود دارد.
5. اسید سیتریک با (جوهر لیمو): یکی از دندانه‌های اسیدی می‌باشد، که برای تهیه رنگ‌های بنفش و گلی استفاده می‌شود، این ماده در لیمو ترش موجود است.
6. اسید سولفوریک یا جوهر گوگرد: یکی از دندانه‌های اسیدی است که برای تهیه رنگ گلی استفاده می‌شود ولی عیب آن این است که به علت آبگیری بسیار خورنده می‌باشد و و رنگ‌های بدست آمده از آن کدر مایل به زرد می‌باشد.
7. سود کاستیک: (سود سوز آور- هیدروکسید سدیم) یک دندانهٔ بازی است که در تهیه رنگ آبی، زیتونی، موشی، شویدی، نیلی استفاده می‌شود. در صورتی که غلظت آن بیش از حد استاندارد باشد موجب تخریب الیاف پشم می‌شود.
8. هیدروکسید کروم :دیکی از دندان‌های بازی است که رنگ لاجوردی می‌باشد و مانند همه ترکیب‌های کروم رنگی

می‌باشد.

## رنگرزی سنتی

### پیشینه در جهان

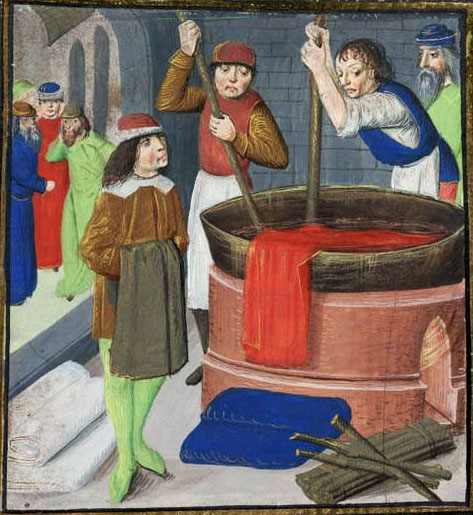
نگاره‌ای که رنگرزی لباس‌های پشمی در بریتانیا را در سال ۱۴۸۲ (میلادی) نشان می‌دهد.

نقاشی رنگی بر روی دیوارها، ۹ تا ۱۵ هزار سال قبل از میلاد در اسپانیا مشاهده شده‌است. این نقاشی‌ها به‌وسیلهٔ رنگدانه‌های غیرآلی انجام شده و توانسته‌اند برای مدت بسیار طولانی دوام آورند. لباس‌های رنگی در همه فرهنگ‌های گذشته تولید شده‌اند، ولی به دلیل کمی پایداری رنگ آن‌ها. نمونه‌های بسیار قدیمی کالاهای نساجی رنگرزی شده با مواد رنگزای طبیعی کمیاب است. با توجه به نوع آب و هوا، انواع گیاهان جهت تولید رنگ‌های متنوع در رنگرزی استفاده می‌شوند، به علاوه از پس مانده‌های گیاهی نیز به‌عنوان منبع مهم و منشأ طبیعی استفاده می‌شود که مورد دوم در اغلب منابع و مقالات علمی به دست فراموشی سپرده شده‌است. تا پایان قرن نوزدهم میلادی رنگزاهای طبیعی منبع اصلی رنگ برای رنگرزی کالاهای نساجی بوده‌اند.

### پیشینه در ایران
پژوهش‌های باستان شناسی مؤید آن است که ایرانیان در رنگرزی مانند سایر اقوام و ملل قدیم بسیار با تجربه بوده و مواد رنگزایی که در منسوجات خود به کار می‌برده‌اند، بسیار با ثبات و چشمگیر بوده‌است. برای سال‌های متمادی مواد رنگزای طبیعی یکی از اقلام صادراتی ایران بوده‌است. در اواخر دوره قاجاریه کارگاه‌های متعدد رنگرزی در جوار کارگاه‌های قالی بافی فعالیت پررونقی داشتند. در این کارگاه‌ها فراورده‌های گیاهانی از قبیل روناس، اسپرک، پوست گردو و انار را به مصرف می‌رسانیدند و تجار صادرکننده نیز مواد رنگزای گیاهی مازاد بر مصرف داخلی را که در کارگاه‌های تولید رنگ بسته‌بندی شده بود را به خارج صادر می‌کردند. رنگین نمودن الیاف یا پارچههای ابریشمی، پشمی، کرک، و پنبه از طریق روش‌های قدیمی و کاملاً سنتی و با استفاده از مواد طبیعی که منشأ گیاهی یا حیوانی دارند را رنگرزی سنتی می‌گویند. رنگرزی سنتی با وجود تفاوت‌هایی که در مناطق مختلف وجود دارد، دارای فرمول مشخصی‌است. ابریشم یا پشمی که با مواد گیاهی رنگرزی می‌شود دارای نوعی جذابیت و زیبایی‌است که به مرور زمان و در اثر استفاده و قرارگرفتن در معرض نور و مواد قلیایی و... نه تنها از ارزش آن کاسته نمی‌شود، بلکه به ثبات و درخشندگی آن نیز افزوده می‌شود. علاوه بر این، رنگ‌های سنتی (گیاهی و حیوانی) حاصل تجربهٔ صدها سالهٔ مردمان سرزمینی‌است که همواره با اقتباس از طبیعت به زندگی خود رنگ بخشیده‌اند، به این سبب از ارزش معنوی و مادی بسیاری برخوردار هستند. حداقل تا یک قرن پیش که رنگینه‌های شیمیایی ناشناخته بودند، الیاف مورد استفاده در نساجی به‌طور سنتی رنگرزی می‌شدند. در ایران بیش از صد نوع رنگینه گیاهی به ثبت رسیده که از نظر ثبات از درجات مختلفی برخوردار است و بعضی از آن‌ها دارای ثبات کمی بوده و برای عوض کردن شید رنگ‌های دیگر استفاده می‌شوند. رنگرزی سنتی، با وجود تفاوت‌هایی که در مناطق مختلف وجود دارد، دارای فرمول مشخصی‌است. ابریشم یا پشمی که با مواد گیاهی رنگرزی می‌شود دارای جذابیت و زیبایی خاصی‌است که به مرور زمان و در اثر استفاده و قرارگرفتن در معرض نور و مواد قلیایی و... نه تنها از ارزش آن کاسته نمی‌شود بلکه به ثبات و درخشندگی آن نیز افزوده می‌شود.

### ابزار و مواد مورد نیاز در رنگرزی سنتی

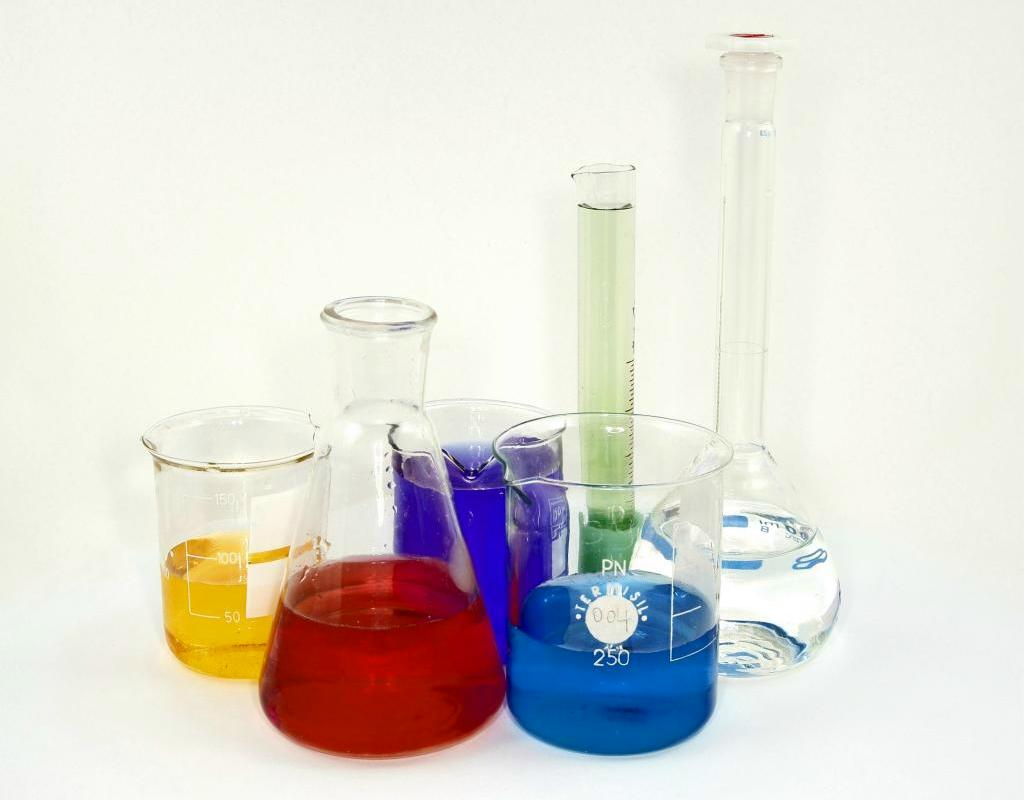
در رنگرزی سنتی و نوین از ظروف شیشه‌ای آزمایشگاهی به منظور مخلوط کردن، اندازه‌گیری و... جهت بالا بردن دقت و کیفیت استفاده می‌شود

- ظرف (پاتیل) یا حمامی که عملیات رنگرزی و دندانه کردن در آن صورت می‌گیرد و باید از جنس ضد زنگ و مقاوم در برابر حرارت باشد. معمولاً از ظروف استیل یا مسی استفاده می‌شود.
- ترازو برای توزین
- دماسنج برای اندازه‌گیری دمای حمام رنگرزی
- همزن که معمولاً از جنس چوب است و برای هم زدن الیاف در حمام رنگرزی به کار می‌رود.
- ظروف شیشه‌ای مدرج مانند بشر، ارلن، لوله‌های آزمایشگاهی و... برای اندازه‌گیری و برداشتن اسیدها و قلیاها و...
- نمک‌های فلزی چون زاج سفید، زاج سبز، زاج سیاه، دی کرومات سدیم، کلرید قلع و...
- مواد قلیایی مانند سود و آمونیاک و...
- اسیدها مانند اسید تارتاریک، اسید لاکتیک، اسید اگزالیک، اسید استیک، اسید سیتریک و همچنین ممکن است از اسیدهای معدنی مانند اسید سولفوریک و اسید کلریدریک نیز استفاده شود. در گذشته به جای اسید لاکتیک از دوغ استفاده می‌شد.
- آب که به دلیل استفاده مداوم در رنگرزی، باید از شرایط و خواص لازم برخوردار باشد.[۲۹][۳۱]

### کارگاه رنگرزی

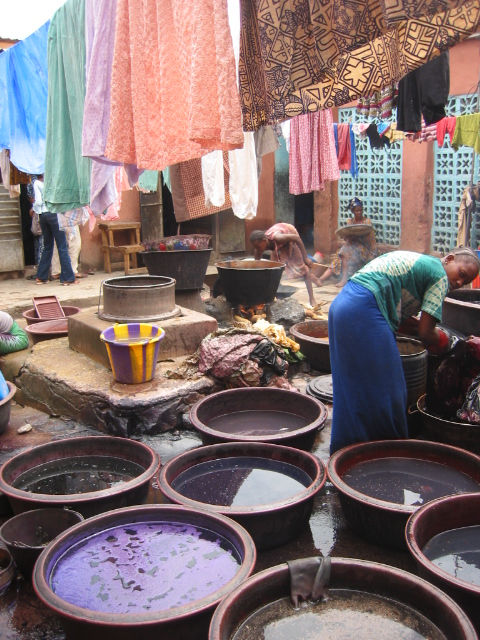
یک کارگاه رنگرزی سنتی در کشور آفریقایی مالی

کارگاه‌های رنگرزی سنتی اشکال متفاوتی دارند و معمولاً یک ردیف پاتیل (خم رنگرزی) در دیوار کارگاه تعبیه‌شده که بسته به نوع رنگ کاربردی، پاتیل‌ها از چدن یا مس ساخته شده و زیر هر کدام اجاقی قرار می‌دهند. ابتدا با فروبردن الیاف در محلول قلیاب و آب گرم چربی طبیعی الیاف پشمی را می‌گیرند که به آن قلیاب کردن می‌گویند. کلاف‌های پشم قلیاب شده را به خمرهٔ رنگ برده و آن را می‌جوشانند و بسته به تیرگی و روشنی رنگ مدت زمان جوشاندن را تنظیم می‌کنند. در تمام مدت الیاف را با چوب، زیر آب می‌گردانند. میلهٔ چوبی محکمی درون دیوار بالای خمره‌ها قرار دارد که کلاف‌ها را روی این میله آویزان می‌کنند تا آب آن بچکد و الیاف هوا بخورد، از آنجا کلاف‌ها را به حیاط می‌برند و روی تیرهای ضخیم آویزان می‌کنند تا خشک شود.

## طبقه‌بندی مواد رنگزا در رنگرزی

### مواد رنگزای طبیعی
رنگ‌های طبیعی به دو دسته تقسیم شده‌اند: دستهٔ اول دسته‌ای که بدون وجود دندانه اساساً جذب پشم نشده یا مقدار جذب آن‌ها بسیار ناچیز می‌باشد؛ و دسته دوم آن‌هایی هستند که رنگ جذب الیاف می‌گردد اما ثبات آن بسیار کم می‌باشد. دسته‌ای از گیاهان دارای رنگینه‌هایی با ثبات عالی و متوسط هستند و در رنگرزی سنتی نقش مؤثری دارند. روناس، اسپرک، نیل، گل بابونه، برگ انگور عسگری، چغندر، پوست پیاز، برگ درخت توت، وسمه، گل رنگ، گل جعفری، برگ انجیر، پوست انار، بلوط، پوست گردو، هلیله، سماق، زعفران، جاشیر و غیره از گیاهانی هستند که در ایران یافت شده و از مواد رنگزای آن‌ها در رنگرزی استفاده می‌شده‌است.
1. بزغنج: پوست نوعی پسته کوهی است که چون تانن زیادی دارد به عنوان دندانه برای ثبات نمودن رنگ قرمز دانه از آن استفاده می‌شود. همچنین برای رنگ خاکستری و مشکی نیز از آن استفاده می‌شود.[۳۷]

- وسمه: کشت این گیاه توسط انسان دارای قدمت زیادی‌است. به دلیل داشتن رندگانه‌ای آبی و بنفش از عصاره گیاهی آن برای رنگرزی استفاده می‌کنند.[۳۸]
- روناس: روناس یکی از مهم‌ترین رنگ‌های طبیعی است. شرایط رشد گیاه، نوع دندانه مصرفی و اسیدیته حمام رنگرزی روی رنگ حاصل از روناس تأثیر دارد؛ به همین دلیل جزء رنگ‌های پلی‌کرومیک قرار می‌گیرد. نوع دندانه در زمان رنگرزی بر میزان روشنایی الیاف اثر مستقیم دارد. این رنگ تحت شرایط مختلف رنگرزی رنگ‌های متنوعی را حاصل می‌نماید.[۳۹]

روناس یا روغناس گیاهی است که در بیشتر نواحی به صورت خود رو می‌روید ولی در سال‌های اخیر در کرمان، یزد و مازندران کشت می‌شود. ریشه آن کلفت، گوشتی و به رنگ سرخ می‌باشد. نام ماده رنگی آن آلیزارین است. بهترین محل رویش این گیاه زمین‌های کویری و آفتاب گرم مناطق یزد و انارک و کرمان است. این گیاه بومی از گذشته‌های دور در پارچه و لباس و فرش و حتی بعضاً برای رنگ آمیزی مواد خوراکی کاربرد داشته‌است. ماده رنگزای این گیاه در ریشه آن و پوست خارجی و مغز میانی گیاه است. ریشه روناس گاه تا دومتر در خاک فرو می‌رود. هنگام جوانی گیاه ماده رنگ در ریشه گیاه روشن تر و در ریشه‌های کهن تیره تر است؛ کهنه یا تازه بودن روناس را از طعم آن (بوته جوان شیرین تر و بوته‌های کهنه تلخ تر است) می‌توان تشخیص داد. ارزش رنگی روناس بین سال‌های ۳تا۷ سالگی آن است و از سال نهم به بعد گیاه ارزش رنگی ندارد. برگ و ساقه روناس برای علوفه دام مصرف دارد. ماده رنگی این گیاه شامل چد ترکیب رنگی به نام‌های آلیزارین (قرمز آجری) و پورپورین (ارغوانی) و روبیادین (بنفش مایل به قرمز) است که بر حسب نوع رشد گیاه بر کیفیت رنگ اثر می‌گذارد. عمل آوردن روناس به این صورت است که ریشه روناس را روزهای آخر پاییز از خاک بیرون آورده شده‌است خشک می‌کنند. رنگ رزان خامه قالی این عمل را با قرار دادن روناس در سایه انجام می‌دادند. سپس روناس خشک شده را به مقداری که بر حسب وزن نخ نیاز است می‌سایند و گاه آن را می‌جوشانند تا ماده رنگی از ریشه جدا و خوب حل شود، سپس تفاله‌ها را از آن محلول جدا می‌کنند. گاه نیز برای جدا کردن قسمت رنگ دار ریشه خرد شده را با روغن چرب می‌کنند و در اثر این عمل پوسته خارجی خرد می‌شود و می‌ریزد. برای بدست آوردن گل روناس (گرد روناس) ریشه روناس را می‌سایند و تبدیل به گرد می‌کنند و سپس با بیست برابر آن آب سرد و سه درصد اسید سولفوریک مدت دو ساعت به هم می‌زنند تا محلول اسید در آن نفوذ کند. آن وقت از پارچه می‌گذرانند. چند بار با محلول رقیق کربنات سدیم و سپس با آب می‌شویند تا اسید آن از بین برود. روناس را در این حال خشک می‌کنند و می‌سایند و تبدیل به گرد می‌کنند که این گرد را گل روناس می‌نامند و معادل ۴۵ تا ۵۰ درصد ریشه روناس است.
روناس قابلیت رنگی بسیار انعطاف‌پذیر دارد و در ترکیب با دندانه‌های مختلف و رنگ‌های دیگر نظیر پوست گردو و نیل رنگ‌های بسیار زیبایی از نخودی و نارنجی روشن و قرمز تا رنگ‌های ترکیبی نظیر قهوه‌ای و بنفش و سبز یشمی و سرمه‌ای به دست می‌دهد. علاوه بر رنگ لاکی که یکی از مشهورترین رنگ‌های فرش دست باف است سرمه‌ای پر طاووسی نیز حاصل استفاده از روناس در رنگ رزی با نیل است.
میزان حلالیت مواد رنگی موجود در گیاه روناس در آب بسیار کم و شاید کمتر از ۱۰٪ است، لذا پساب حاصل از رنگرزی این گیاه رنگی بوده و می‌توان عملیات رنگرزی با پساب را تا چندین مرحله تکرار کرد و شیدهای رنگی روشن‌تری حاصل نمود. روناس در واقع مادهٔ رنگزای روناس ترکیبی‌است به نام آلیزارین که در ریشه آن قرار گرفته‌است. با کم و زیاد کردن درصد دندانه و نوع آن، از این ماده شیدهای قرمز به دست می‌آید.
- تمشک: این گیاه بیشتر در مناطق مرطوب و شمال ایران می‌روید و مصرف خوراکی دارد و جوانه‌های گیاه قسمت رنگ زای آن محسوب می‌شوند و در فصل بهار جمع‌آوری می‌گردد و از آن رنگ خاکستری تیره حاصل می‌گردد.[۴۳]
- اسپرک (ورث): گیاهی‌است که در تمام نقاط ایران یافت می‌شود. با رنگینه آن انواع رنگ‌های زرد به دست می‌آید مثل طلایی، زرد، زرد طلایی، زرد کدر و شفاف.[۴۴]

این گیاه به صورت خود رو می‌روید و گل‌های اسپرک بیشترین رنگ و ریشه آن کمترین ماده رنگی را دارا می‌باشد.
- نیل: ایندیگو یا نیل، برای تهیه شیدهای آبی تا سرمه‌ای استفاده می‌شود. گاهی نیل را در جاشیر، همراه با دندانه می‌جوشانند و رنگ سبز می‌گیرند و با افزودن روناس به آ ن رنگ بنفش می‌سازند. از وسمه نیز رنگ آبی به دست می‌آید.[۴۶]

روش اول تهیهٔ رنگ ایندیگو

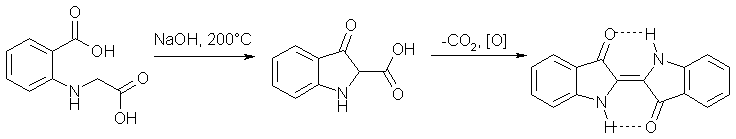
روش دوم تهیهٔ رنگ ایندیگو

نیل طبیعی که از قرن‌ها پیش در جهان شناخته شده‌است و از بوته‌ای به نام نیل بدست می‌آید. بهترین نوع آن متعلق به هندوستان است و د ر گذشته جنوب غربی ایران و کرمان نیز کشت می‌شده. نیل در روی پنبه رنگ‌های آبی عمیق و تیره‌ای ایجاد می‌کند ولی نیل به لحاظ محیط قلیایی آرام خویش قادر به رنگرزی الیاف پشم نیز است. نیل تازه چیده شده سبز رنگ است که در مقابل هوا اکسیده و به سبز تبدیل می‌شود. بعدها با تحقیقات وسیعی که در زمینه رنگ‌های صنعتی انجام گرفت نیل صنعتی ساخته شد که رنگ خمی است و به رغم دشواری و پیچیدگی شرایط رنگرزی و به علت رنگ بسیار زیبای سرمه‌ای و ثبات بسیار بالا استفاده از آن رواج بسیار دارد. خانواده رنگ‌های خمی دو گروه انتراکینونبرای رنگرزی پنبه و الیاف سلولزی و رنگ‌های ایندیگو ئیدی(نیل) برای رنگرزی پشم و الیاف پروتئینی به کار می‌رود. رنگ نیل یکی از رنگ‌های اصلی برای تهیه آبی و سبز است.
- مازو: از مازو در صنعت چرم‌سازی، مرکب‌سازی، رنگرزی و نیز پزشکی برای درمان سوختگی‌ها بهره می‌برند. مازوها انواع و رنگ‌های گوناگونی دارند. بهترین مازوها از برخی گونه‌های بلوط (مانند Pedunculate Oak) به دست می‌آید.[۴۸]
- سرخس وحشی: این گیاه بیشتر در مناطق مرطوب و شمال ایران می‌روید و مادهٔ رنگ‌زایی آن در سر شاخه‌های گیاه یافت می‌شود و از آن رنگ سبز متمایل به زرد و خاکستری به دست می‌آید (رنگ سبز مایل به زرد با رعایت نسبت مواد دندانه بستگی خواهد داشت).[۴۹]
- پیاز: گیاهی یک ساله که مصرف خوراکی دارد و قسمت رنگ زای آن در پوست نازک یافت می‌شود و از آن رنگ‌های مسی، نارنجی و پوست پیازی حاصل می‌گردد.[۵۰][۵۱]
- پوست انار: مانند اسپرک رنگ زرد تولید می‌کند ولی ثبات آن را ندارد. از گل زعفران، برگ مو (در اراک و مناطق مرکزی ایران)، جاشیر (در فارس) و گندل (در لرستان و کردستان و دیگر مناطق غربی ایران) نیز رنگ زرد و نارنجی به دست می‌آید.[۵۲][۵۳][۵۴]
- پوست گردو: گردو درختی است بزرگ و دارای چوب بسیار محکم می‌باشد از پوست سبز رنگ میوه این گیاه برای رنگرزی استفاده می‌شود. به این صورت که به محض رسیدن میوه آن را جدا کرده و خشک کرده و در رنگرزی مورد استفاده قرار می‌گیرد. این پوست به تنهایی رنگ‌های کرم، شتری، قهوه‌ای، می‌دهد و در ترکیب با موادی چون زاج سیاه می‌توان از آن رنگ سیاه به دست آورد و در ترکیب با سولفات آهن خاکستری و مشکی می‌دهد.[۵۵]

ماده رنگزای موجود در پوست گردو ترکیبی‌است به نام جاگلون که با آن انواع شیدهای قهوه‌ای روشن تا مشکی و خاکستری را می‌توان ایجاد نمود. تنوع این رنگ‌ها بستگی به استفاده از دندانه‌ها و مواد کمکی افزوده شده دارد. از گیاه سماق نیز برای تهیهٔ رنگ‌های قهوه‌ای استفاده زیادی می‌شود.
- جفت: جفت پوسته بین مغز و پوست میوه بلوط است که از آن رنگ بژ به دست می‌آید.[۵۸] از پوست این درخت برای رنگ‌های شتری و قهوه‌ای نیز استفاده می‌شود.[۱۴]
- توت: درخت توت در مناطق معتدل و گرم می‌روید که میوه آن مصرف خوراکی دارد و برگ‌های آن ماده رنگ زایی دارد و میزان رنگ دهی آن کم است و از آن رنگ سبز مغز پسته‌ای حاصل می‌گردد.[۵۹]
- بقم (خون سیاوش): بقم درخت خار داری است که نام علمی ان xylon campechianum است. چوب بقم حاوی مادهٔ رنگینی به نام هماتین و هماتوکزیلین است. شیرهٔ حاصله از جوشاندن تنهٔ این درخت را به صورت کریستال یا پودر در آورده و در رنگرزی برای تهیهٔ رنگ‌های بنفش و آبی، سیاه و خاکستری به کار می‌برند. ثبات بقم بنفش در برابر نور بسیار عالی است و در ابریشم و پشم از پنبه ثابت تر است و از سری رنگ‌هایی است که در رنگرزی کاربرد فراوان دارد. در رنگرزی از بقم بنفش همراه با دندانه‌های مختلف، رنگ‌های ارغوانی روشن، بنفش، خاکستری و مشکی به دست می‌آورند.رنگرزان ایرانی برای به دست آوردن رنگ مشکی خالص از ترکیب بقم بنفش و اسپرک استفاده می‌کنند.[۶۰]
- زرد چوبه: از گیاهان تیرهی زنجبیل و نام علمی آن curcuma longa است. در رنگرزی زرد چوبه با دندانهٔ زاج سفید، رنگ‌هایی از زرد مایل به سبز تا نارنجی و با دندانهٔ بیکرومات پتاسیم، انواع قهوه‌ای و با املاح آهن، خاکستری تیره مایل به مشکی تولید می‌کند.[۶۰]
- سماق: سماق در رنگرزی با دندانه‌های مختلف رنگ‌های گوناگون در زمینه‌های تیره تولید می‌کند. از جمله با سولفات اهن رنگ بنفش سیر از خود بر جای می‌گذارد.[۶۰]
- پوست پیاز: در صورتی که پوست خشک پیاز به مقدار لازم جوشیده شده، به منظور ثبات رنگ، مقداری نمک به آن اضافه شود، رنگی موسوم به پیازی که متمایل به قهوه‌ای است به دست می‌آید. برای به دست آوردن طیفی از رنگ‌های قهوه‌ای تا سیاه، از مقداری مازو در ترکیب با پوست پیاز می‌توان استفاده کرد. به همراه زاج سفید و به صورت جوشانده از پوست پیاز برای رنگرزی الیاف استفاده می‌شود؛ و حدوداً ۲ ساعت آن را می‌جوشانند. رنگ مسی و نارنجی نیز با افزودن آب سنگین و مقداری دندانه کروم حاصل شده، به همراه پوست پیاز می‌توان نمک طعام و سماق استفاده نمود.[۶۱]

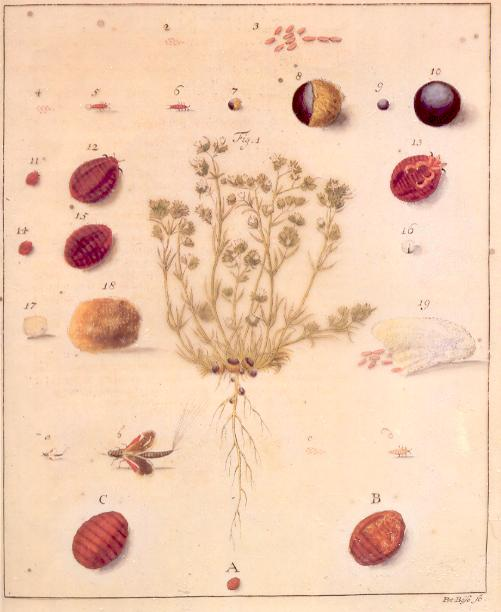
حشره قرمز دانه

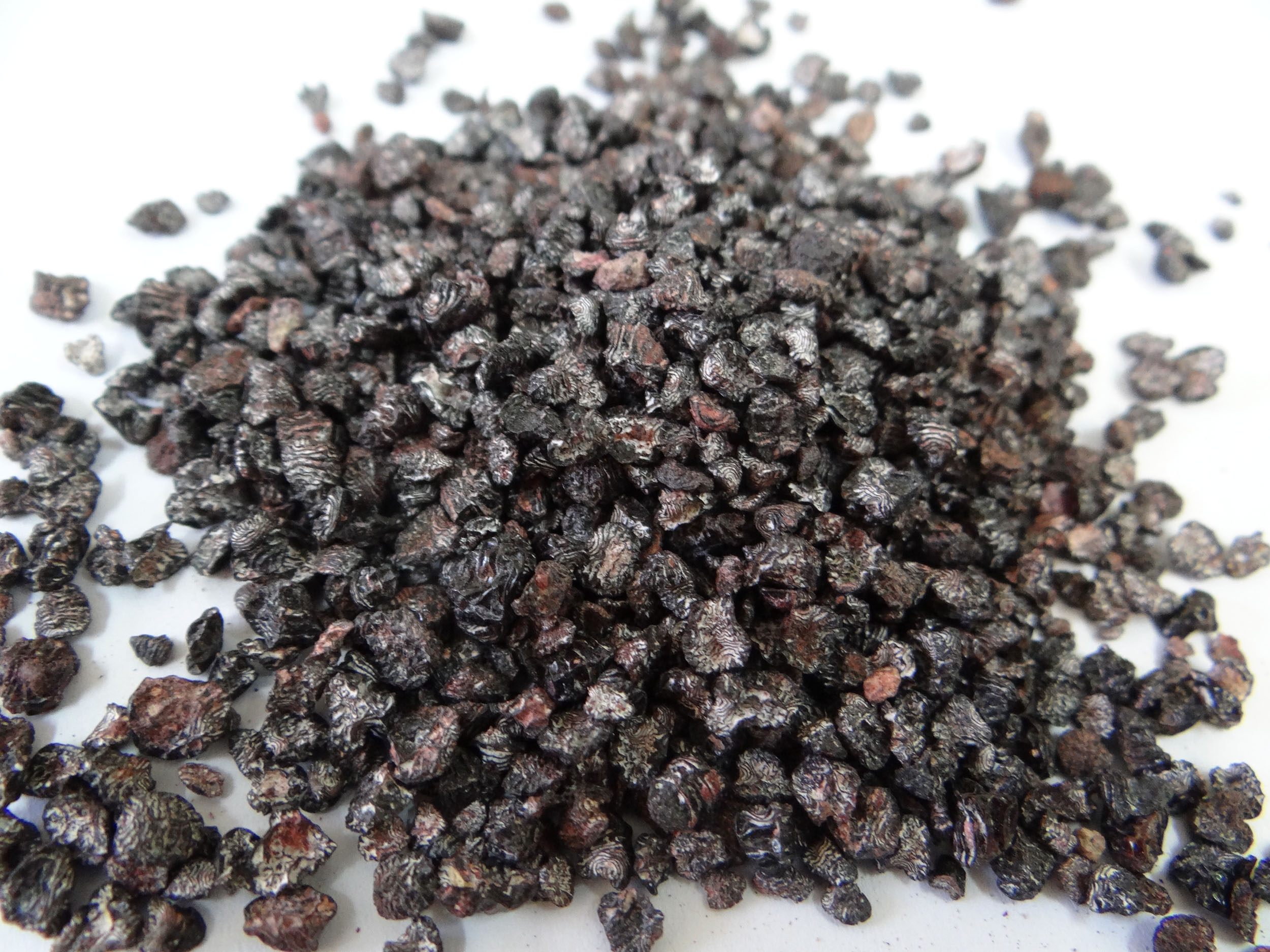
حشره قرمزدانه

- قرمزدانه: این ماده از حشره‌ای به نام کفشدوزک یا قرمزدانه که با رنگ‌های سیاه، خاکستری، نقره‌ای یا قرمز در طبیعت تهیه می‌شود.[۱۴] این حشره اغلب بر روی درختان بلوط، سرو، کاج و کاکتوس زندگی می‌کنند. در آسیا، اروپا، آفریقا و آمریکای جنوبی فراوان است. قرمزدانه را خشک کرده و به صورت پودر در آب و اسیدهای معدنی حل می‌کنند. حاصل، رنگ قرمز خوبی‌است که اگر به جای اسید از ماده‌ای قلیایی استفاده شود رنگ بنفش به دست می‌آید و از ترکیب با رنگ‌های گیاهی، انواع شیدهای رنگی تولید می‌کند. معروفترین قرمزدانه‌ها؛ قرمزدانه نپال و کاسیل (مکزیک) است. نام علمی این رنگ اسید کارمینیک است. انواع قرمزدانه عبارتند از: قرمزدانه هندی، لهستانی، مکزیکی، ارمنی، کرم ورمیلو. برای دندانه قرمزدانه از آب زرشک، قارا و آب انگور استفاده می‌کنند.[۲۹][۶۲][۶۳][۶۴] به‌طور کلی قرمزدانه مادهٔ اولیهٔ رنگ‌های گُلی تا قرمز آتشی می‌باشد و در نوع خود از بهترین رنگ‌های حیوانی محسوب می‌شود.[۱۴] این رنگ یاقوتی بسیار زیبا که عمدتاً در شرق ایران و نواحی کرمان و خراسان و در برخی فرش‌های کاشان و گاه بیجار استفاده می‌شده‌است، از این حشره است برخی مدارک تاریخی و افسانه‌ها حکایت از آن دارد که نوعی از این حشره به شکل کرم قرمز رنگی (به نام‌های کرم کرمز و قرمز که نام کرمان را هم منسوب به آن می‌دانند ) در ایران وجود داشته و به صورت رنگ صادر می‌شده‌است. در گذشته کشت نوعی از این حشره د ر کناره‌های خلیج فارس و بلوچستان رایج بوده و هم‌اکنون نیز نوعی از این حشره در سواحل جنوبی ایران یافت می‌شود ولی ارزش رنگی ندارد.

به علت آنکه کل بدن حشره قرمز دانه رنگ است به سهولت پودر می‌شود یا به صورت خمیر یا لاک استفاده می‌شود. در آب سرد به میزان کم و در آب گرم به میزان بیشتری حل می‌شود. بازده رنگرزی با قرمز دانه بسیار بالاست. قرمز دانه در مقابل ترکیبات فلزی تغییرات رنگی بسیار جالبی از صورتی روشن تا ارغوانی و بنفش تیره از خود نشان می‌دهد. این زمان به خاطر بهای گران قرمز دانه کاربرد آن در رنگرزی کم شده‌است ولی ارزش بسیار بالای فرش‌هایی که در گذشته با قرمز دانه رنگ شده‌است احیای مجدد استفاده از این رنگ را توجیه پذیر می‌سازد.
- بز غنج یا بز غنج دانه:پوست یک نوع پستهٔ کوهی است، از این ماده برای مواد اولیه رنگ خاکستری تامشکی به‌شمار می‌آید. در این پوست مادهٔ تانن وجود دارد که برای دندانه برای تثبیت قرمز دانه استفاده می‌شود.[۱۴]
- برگ مو:

از برگ مو رنگ زرد بدست می‌آید. لکن از مواد اولیه برای بدست آوردن رنگ‌های چمنی، سبز سیر و زرد لیمویی نیز می‌باشد.
- زعفران:

این گیاه در قائنات، تربت، کاشمر و اصطهبانات کشت می‌شود و از آن رنگ زرد بدست می‌آید لکن به جهت گرانی این ماده کمتر در رنگرزی استفاده می‌شود.

### مواد رنگزای مصنوعی
مواد رنگزای مصنوعی را به‌طور کلی بر پایه خواص آن‌ها و ساختمان شیمیایی مواد طبقه‌بندی می‌کنند. شیوهٔ دیگر دسته‌بندی رنگ‌ها بر اساس روش استفاده آن‌ها در رنگرزی می‌باشد. اسلوب و تکنیک رنگرزی به ساختمان، طبیعت الیاف یا کالای مورد رنگرزی وابستگی دارد. به عبارت دیگر رنگرزی پشم و ابریشم و دیگر الیاف به دست آمده از حیوانات با رنگرزی پنبه و الیاف به دست آمده از گیاهان تفاوت دارد. در رنگرزی همواره ساختمان شیمیایی الیاف مشخص‌کننده نوع رنگ مورد نیاز و تکنیک رنگرزی می‌باشد. به عنوان نمونه الیاف طبیعی-حیوانی مثل ابریشم و پشم از پروتئین تشکیل شده‌اند و دارای گروه‌های اسیدی و بازی می‌باشند. این گروه‌ها نقاطی هستند که در آن‌ها مولکول رنگ خود را به الیاف وصل می‌کند، بنابراین برای رنگرزی این گونه الیاف باید از رنگ‌هایی که دارای بنیان اسیدی و بازی هستند استفاده کرد.

پنبه یک کربوهیدرات می‌باشد و تنها دارای پیوندهای خنثی از نوع اتری و گروه‌های هیدروکسیل است. در این نقاط پیوندهای هیدروژنی بین الیاف و رنگ برقرار می‌شود. پس باید از رنگ‌های متناسب با ویژگی‌های الیاف پنبه‌ای بهره برد. متصل‌کردن رنگ به الیاف مصنوعی و سنتزی مانند پلی اولفین‌ها و هیدروکربن‌ها که کاملاً عاری از گروه‌های قطبی هستند، تکنیک و روش دیگری را می‌طلبد.
آلیزارین یا جوهر روناس با نام علمی ۱، ۲-دی‌هیدروکسی‌آنتراکینون ماده‌ای به رنگ سرخ است که برای رنگرزی به رنگ روناسی از آن بهره‌برداری می‌شود. در سال ۱۸۶۹ جوهر روناس نخستین رنگیزه طبیعی بود که به‌طور سنتتیک از آن الگوبرداری شد.

### رنگ‌های مستقیم یا رنگ‌های جوهری
این گروه از رنگ‌ها دارای گروه‌ها و عوامل قطبی مانند عوامل اسیدی و بازی هستند و با استفاده از این گروه‌ها، رنگ با الیاف ترکیب می‌گردد. برای رنگرزی پارچه با این دسته رنگ‌ها فقط لازم است که پارچه را در محلول آبی و داغ رنگ فروببریم. اسید پیکریک و ماریتوس زرد از جمله این رنگ‌ها هستند. هر دو رنگ، اسیدی بوده و با گروه‌های آمینه الیاف پروتئینی ترکیب می‌شوند. نایلون نیز که یک پلی‌آمید است، با این رنگ‌ها قابل رنگرزی‌است. دلیل اینکه این رنگ‌ها را مستقیم نام نهادند، این است که این طبقهٔ رنگی، نخستین دسته‌ای بود که قابلیت رنگرزی الیاف پنبه به صورت مستقیم را دارا بود. رنگرزی با این رنگ به دقت بالایی لازم دارد زیرا رنگ مستقیم از یکنواختی خوبی هنگام رنگرزی برخوردار نیست. این دسته از رنگ‌ها حاوی گروه‌ها و عوامل قطبی مانند عوامل اسیدی و بازی هستند و با بهره‌گیری از این گروه‌ها، رنگ با الیاف ترکیب می‌شود. مهم‌ترین این سری رنگ‌ها عبارتند از:
- رنگ‌های مستقیم تترا آزو
- رنگ‌های مستقیم دی‌آزو
- رنگ‌های مستقیم تریس آزو مانند قهوه‌ای دی‌آزو
- رنگ‌های مستقیم منو آزو مانند دی‌آزوامین اسکارلت B

ماهیت اتصال مولکول‌های رنگ به الیاف به‌طور عموم پیوند هیدروژنی است که بین هیدروژن گروه OH الیاف سلولزی با گروه‌های NH۲O — OH و NH = NH موجود بر روی رنگ‌های مستقیم برقرار می‌شود. با افزایش دما تمایل رنگ‌پذیری الیاف کاسته می‌شود. در رنگرزی با رنگ‌های مستقیم با پیشرفت زمان رنگرزی، رنگ کالا یکنواخت‌تر خواهد شد ولی نباید زمان را آنقدر طولانی کرد که رنگ مستقیم تجزیه گردد. همچنین با افزایش L:R سرعت رمق‌کشی کم می‌گردد که این امر نیز به یکنواختی بهتر، کمک می‌کند.

### رنگ‌های خمی
مواد رنگزای خمی با وجود داشتن مشکلات زیاد در مراحل اکسیداسیون و احیاء به دلیل دارا بودن خواص ثباتی بسیار عالی از اهمیت فراوانی برخوردار می‌باشند. به علت عدم حلالیت رنگزاهای خمی نامحلول و همچنین تمایل بسیار کم رنگزاهای خمی در این حالت به کالای سلولزی، فرایند احیاء با مواد احیاء‌کننده جهت تبدیل حالت نامحلول به حالت محلول و سپس فر آیند تبدیل حالت محلول به حالت لوکو توسط قلیایی ضروری می‌باشد، که به مجموع فرایندهای مذکور عمل احیاء می‌گویند. به دلیل بالا بودن پتانسیل احیاء این رنگزاها، فر آیند احیاء به صورت کامل و رضایت بخش، توسط احیاء‌کننده‌های قوی مانند هیدرو سولفیت سدیم و قلیایی قوی مانند هیدروکسید سدیم امکان‌پذیر می‌باشد. عملیات احیاء بدین صورت انجام می‌گیرد که گروه کربونیل احیاء شده و پیوند دوگانه‌ای بین کربن و اکسیژن شکسته می‌شود و به جای آن گروه فنولیک ایجاد می‌گردد، در محیط قلیایی قوی مانند هیدروکسید سدیم گروه فنولیک به نمک سدیم تبدیل می‌شود. واکنش احیاء رنگزای خمی در شکل نشان داده شده‌است.

### رنگدانه‌ها
پیگمنت‌ها یا رنگدانه‌ها، موادی رنگی و نامحلول در آب هستند. رنگدانه‌ها با پخش شدن در چسب‌های مایع به چسب رنگ مخصوص می‌دهند. رنگدانه‌های طبیعی از عصارهٔ گیاهان، جانوران، کانیها و مواد معدنی و حتی خود زمین گرفته می‌شوند. از رنگدانه‌ها در رنگرزی چرم استفاده می‌شود. همچنین از پیگمنت‌ها در صنعت چاپ پارچه بهره می‌برند.
| ‎#FFB02E |

| PR-106 - #E34234 |

| #990024 |

## رنگرزی صنعتی و ماشین‌های رنگرزی

### ماشین‌های رنگرزی
ماشین‌های رنگرزی نخستین از وسایل بسیار ساده‌ای تشکیل می‌شدند ولی به مرور زمان پیشرفت‌های قابل ملاحظه‌ای در این صنعت به وجود آمد و برای رنگرزی، ماشین‌های مدرن و خودکار ساخته شدند. به عنوان مثال امروزه در صنعت نساجی، ماشین رنگرزی ژیگر هوایی به دلیل سرعت عمل بالاتر، مصرف رنگ کمتر و همچنین کیفیت مرغوب تر، کاربرد بیشتری پیدا کرده‌است.

### قسمت‌های مختلف یک ماشین رنگرزی

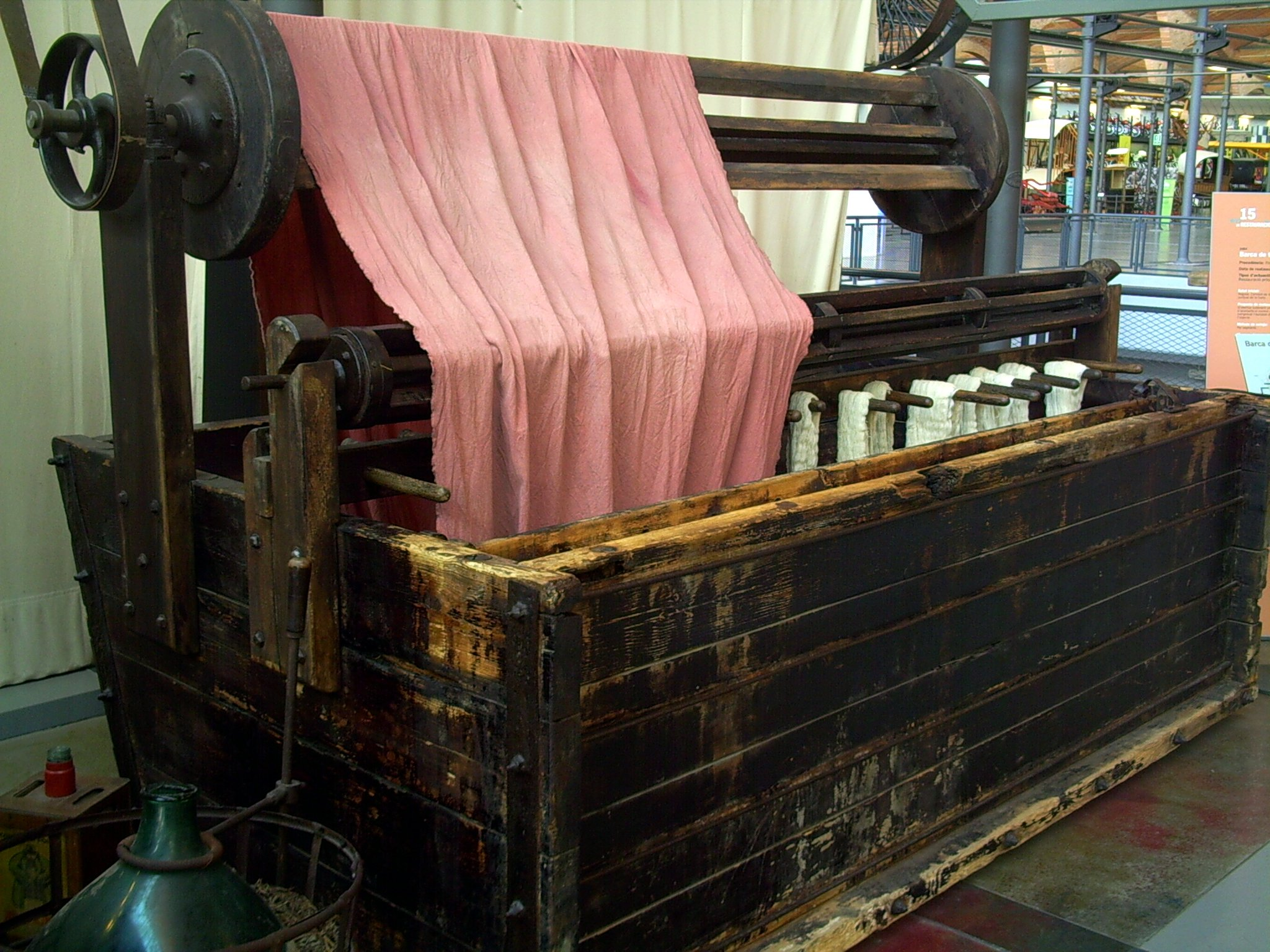
ماشین رنگرزی ژیگر قدیمی

به‌طور کلی یک ماشین رنگرزی نوین شامل قسمت‌های زیر می‌باشد:
- مخزن اصلی برای قرار گرفتن محلول ماده رنگزا و کالا
- وسیله حرکت دهنده کالا یا محلول
- سیستم بارگیری و تخلیه
- مخزن جدا برای افزودن ماده رنگزا و مواد شیمیایی به مخزن اصلی
- سامانه کنترل‌کننده درجه حرارت و فشار[۶۸]

### ویژگی‌های یک ماشین رنگرزی
- بین کالا و محلول رنگرزی تحرک نسبی ایجاد کند.
- جنس ماشین‌های رنگرزی باید مناسب باشد.
- مجهز به دستگاه‌های کنترل حرارت و فشار باشد.
- نسبت حجم حمام رنگرزی به وزن کالا مناسب باشد.
- در مخزن دریچه‌های ورودی و خروجی محلول مناسب باشد.[۶۸]

### ایجاد تحرک نسبی بین کالا و محلول رنگزی

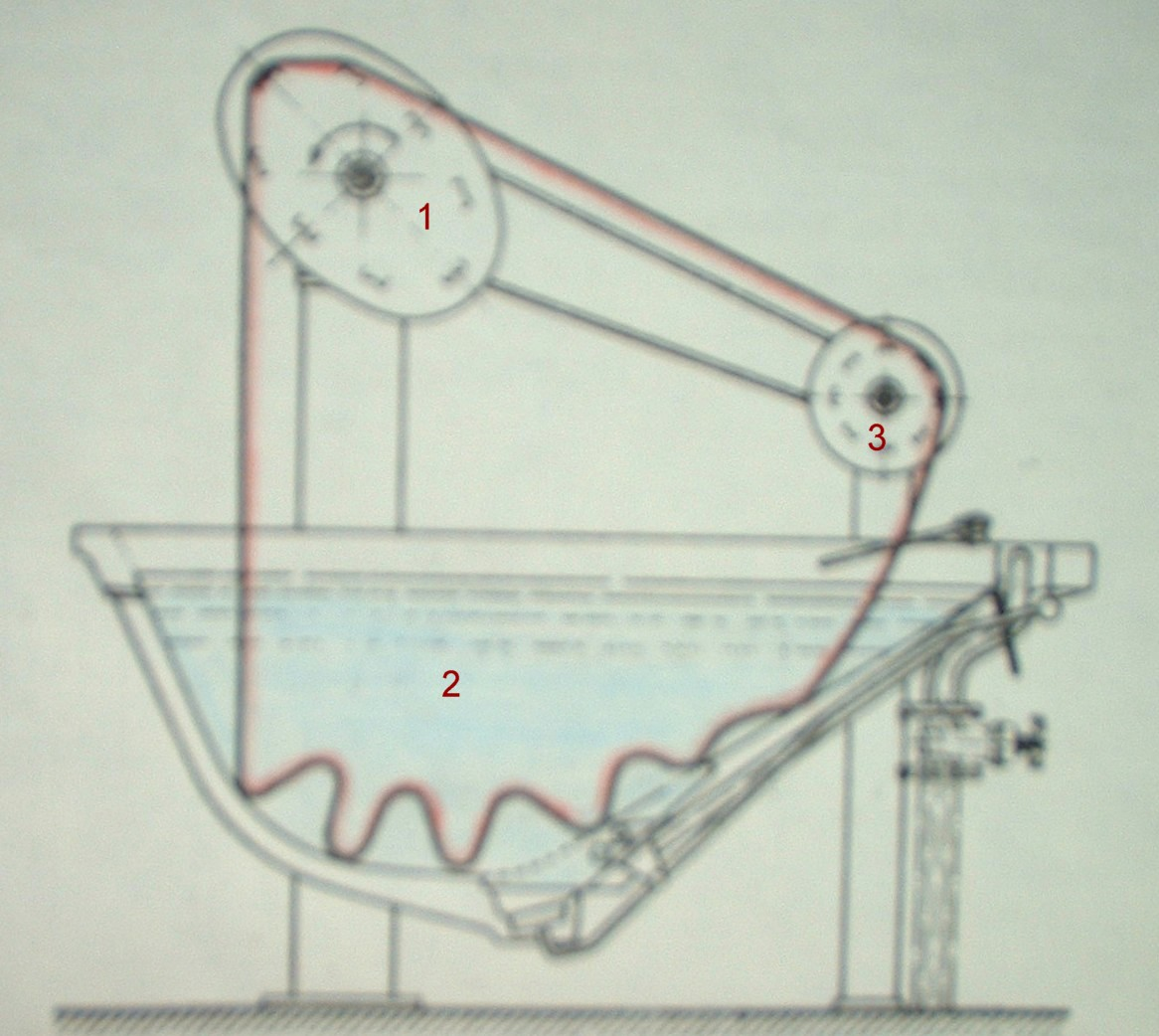
ایجاد تحرک نسبی بین کالا و محلول رنگرزی باعث یکنواخت رنگ شدن کالا می‌گردد.

در هر ماشین رنگرزی باید دستگاهی یا وسیله باشد که بین الیاف و محلول رنگرزی حرکت نسبی به وجود آورد. افزایش حرکت نسبی بین لیف و مایع رنگرزی باعث دو اثر مهم در رنگرزی می‌گردد. این دو اثر عبارتند از:
1. ماده رنگزای بیشتری جذب کالا شده و جذب رنگ افزایش می‌یابد.
2. مواد رنگزا در تمام نقاط کالا به‌طور یکنواخت جذب شده و یکنواختی رنگرزی افزایش می‌یابد.

ماشین‌های رنگرزی بر حسب حرکت نسبی آن‌ها به سه دسته تقسیم می‌شوند که این سه دسته عبارتند از:
1. کالا متحرک متحرک و محلول رنگرزی ثابت مانند ماشین‌های رنگرزی وینچ و ژیگر
2. محلول رنگرزی متحرک و کالا ثابت مانند ماشین‌های رنگرزی الیاف نرشته و بیم
3. کالا و محلول رنگرزی هر دو متحرک، مانند ماشین رنگرزی جت[۶۸][۸۳]

### جنس ماشین‌های رنگرزی
به دلیل آنکه در ماشین‌های رنگرزی انواع مواد شیمیایی از قبیل اسیدها، بازها و... به کار می‌روند، بدنه آن‌ها در معرض خوردگی و تغییرات نامطلوب قرار می‌گیرند. عمر یک ماشین رنگرزی به میزان بسیار زیادی به جنس آن بستگی دارد. امروزه از فولاد ضد زنگ با روکش تفلون، در تهیه ماشین‌های رنگرزی استفاده می‌کنند.

## شیوه‌های گوناگون رنگرزی

### چاپ کَلاقه‌ای

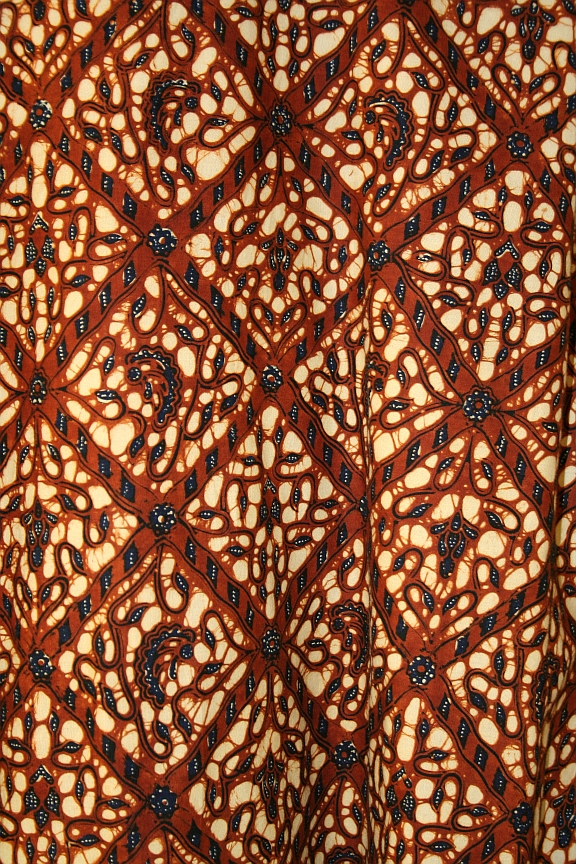
چاپ کَلاقه‌ای (باتیک) با طرح اندونزیایی، در این شیوه چاپ از عملیات رنگرزی برای انتقال مواد رنگزا به پارچه استفاده می‌شود.

چاپ کَلاقه‌ای یا باتیک یکی از روش‌های چاپ بر روی پارچه است که در کشورهایی مانند اندونزی، تایلند، سریلانکا، هند و ایران از قدیم کاربرد داشته‌اند. این روش در ایران بیشتر در تبریز و اسکو رواج دارد و کَلاقه‌ای نامیده می‌شود. واژهٔ باتیک ریشهٔ اندونزیایی دارد. در چاپ کلاقه‌ای، کلیه طرح‌ها و رنگ‌ها را با استفاده از واکس و عملیات رنگرزی بر روی پارچه منتقل می‌کنند. برای این کار بیشتر از پارچه ابریشم استفاده می‌شود. تاروپود پارچه از واکس پوشیده می‌شود و هر دو روی پارچه یکسان نقش می‌شود. رنگ‌های به کار رفته برای چاپ بیشتر از دسته رنگ‌های گیاهی مانند روناس، اسپرک، پوست انار و زردچوبه است. یکی از ویژگی‌های چاپ کلاقه‌ای ایجاد رگه‌های رنگی‌است که در اثر شکستن واکس و نفوذ رنگ از میان این شکست‌ها به پارچه در حین عملیات رنگرزی بر روی پارچه پدید می‌آید.

### رنگرزی کاتازوم
کاتازوم یک شیوه ژاپنی رنگرزی پارچه‌است که در آن از چسبهای مقاوم و اقسام گوناگون شابلون استفاده می‌کنند. در این روش رنگرزی از مخلوط انواع آرد برنج که به وسیلهٔ برس یا کاردک رنگ مخصوص نقاشی روی پارچه اعمال می‌شود، استفاده می‌شود. رنگدانه‌ها در این روش به وسیلهٔ چاپ دستی یا غوطه‌ورسازی یا هر دوی آن‌ها به مجموعه افزوده می‌شود. در قسمت‌هایی که ترکیب چسب پارچه را پوشانده‌است، مواد رنگزا نمی‌توانند به درون پارچه نفوذ کنند، در نتیجه با توجه به شکل شابلون طرح‌هایی بر روی پارچه ایجاد می‌شود.

### رنگرزی گره‌ای

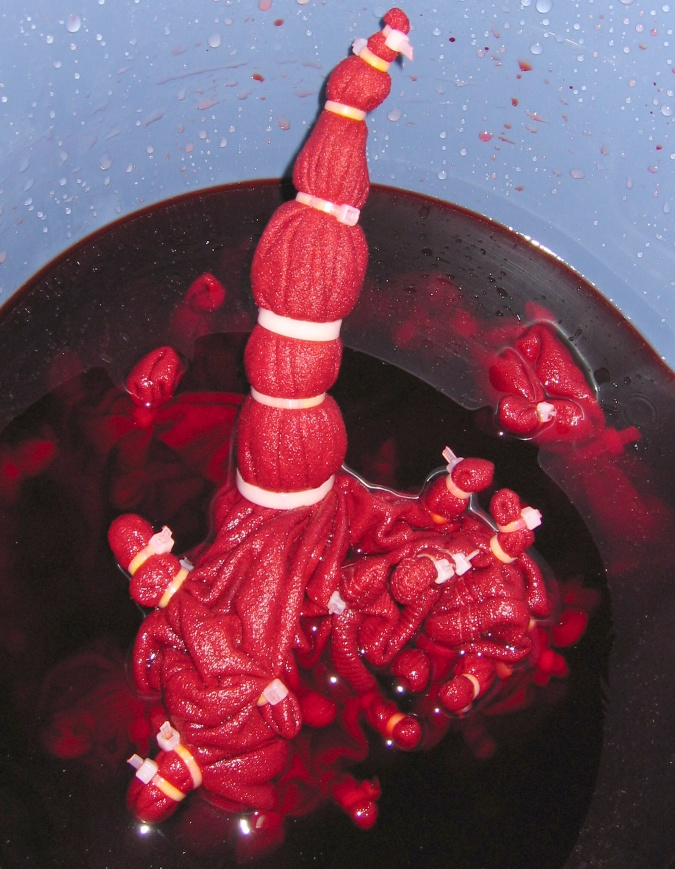
در رنگرزی گره‌ای به منظور ایجاد طرح‌های گوناگون، پارچه را با روش‌های مختلف گره زده یا با ریسمانی که رنگ در آن نفوذ نمی‌کند می‌بندند.

رنگرزی گره‌ای نوعی رنگرزی مقاومتی‌است که بیشتر برای پارچه‌های پنبه‌ای با شید رنگ‌های روشن انجام می‌شود، در این روش با گره زنی، مچاله کردن، فشردن و استفاده از موانعی مثل کش‌های لاستیکی و... مانع رسیدن رنگ به برخی قسمت‌های پارچه می‌شوند و نفوذ رنگینه را مشکل یا غیرممکن می‌سازد که در نهایت پارچه رنگرزی شده شکل‌ها و الگوهای متنوعی را به خود می‌گیرد و شبیه پارچه چاپ شده می‌گردد. استفاده از لباس‌های رنگرزی شده با روش رنگرزی گره‌ای اواخر دهه ۶۰ و اوایل دهه ۷۰ میلادی طرفداران زیادی به ویژه، گروه‌های هوی متال را به خود جذب کرده بود. در این روش نفوذ رنگینه به پارچه مشکل یا غیرممکن می‌شود. بعد از رنگرزی گره‌ها باز می‌شود. اثرات گره به‌صورت طرحی روی پارچه باقی می‌ماند.

## کاربرد دندانه‌ها در رنگرزی

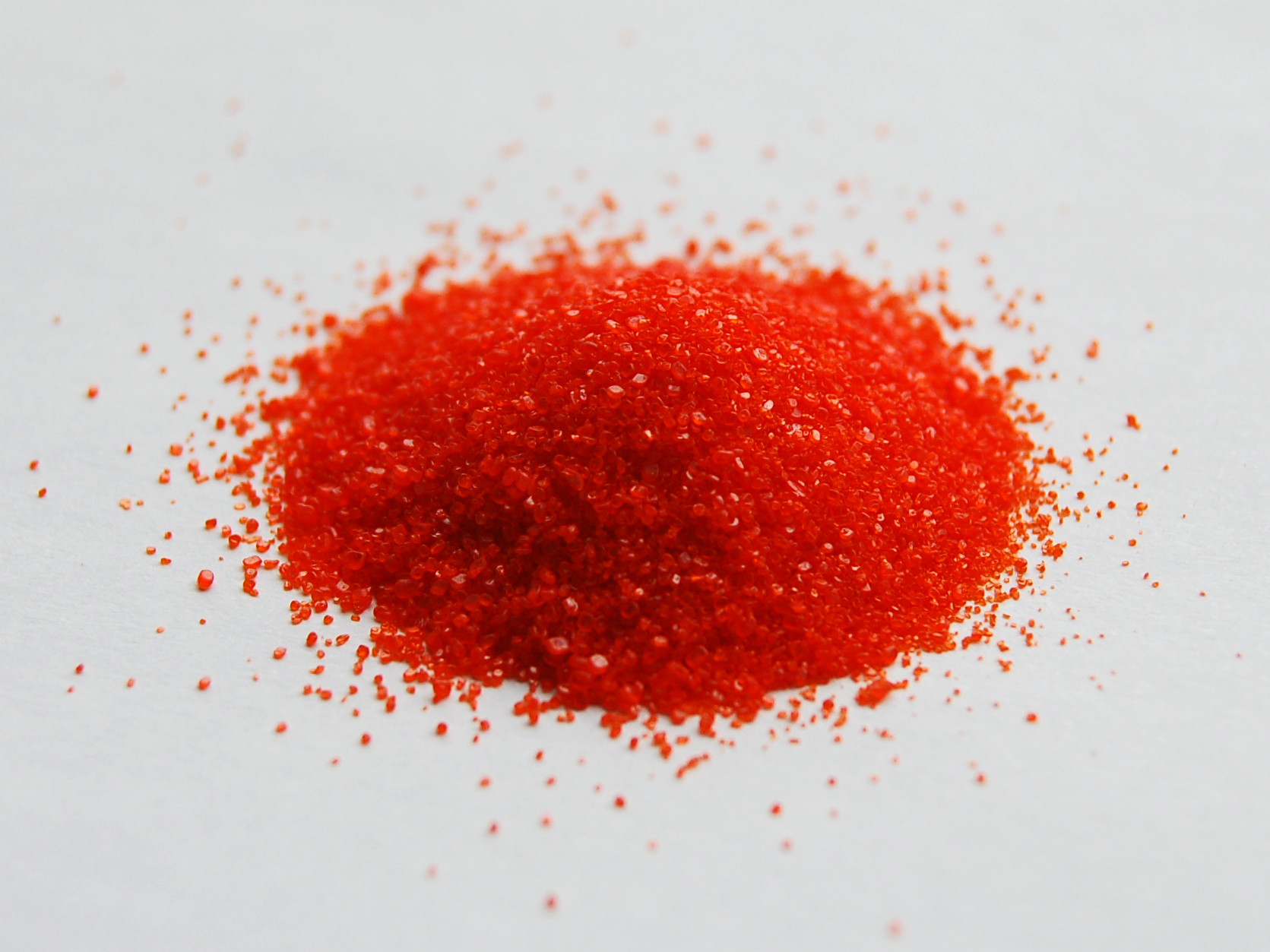
بلورهای بی‌کرومات یا دی‌کرومات پتاسیم که در صنعت رنگرزی از آن به عنوان دندانه استفاده می‌شود.

دندانه‌ها موادی هستند که برای تثبیت و رنگ‌پذیری بیشتر الیاف استفاده می‌شوند. روش عمل آن‌ها به اینصورت است که با به وجود آوردن منافذی در سطح الیاف باعث نفوذ بیشتر رنگ به الیاف می‌شوند و به‌طور کلی برای جذب بیشتر رنگ‌ها و تثبیت آن‌ها از دندانه‌ها باید استفاده کنیم چون حتی رنگ‌های طبیعی بدون استفاده از دندانه‌ها جذب الیاف نشده و رنگرزی الیاف با این رنگ‌ها بدون استفاده از دندانه‌ها از ثبات کافی برخوردار نخواهد بود، در نهایت دندانه‌ها جذب بیشتر و بهتر رنگ‌ها را فراهم می‌کنند. به عبارت دیگر دندانه‌ها موادی واسطه هستند که محیط را برای رنگ الیاف آماده می‌سازد و موجب می‌گردد که ثبات و شفافیت رنگ بیشتر گردد و قریب به اتفاق کلیه رنگ‌ها نیاز به دندانه‌ها دارند مگر گیاهانی که از ماده مازوجی (تانن) فراوانی برخوردار باشند که چند نوع دندانه را که کاربرد بیشتر دارد ذکر می‌کنیم: زاج سفید نمک مضاعف آلومینیوم و املاح آلومینیوم و زاج سیاه سولفات آهن و بیکرومات سدیم و بیکرومات پتاسیم و کروم شیرین و ترش قلع و نیکل و کبالت. بر حسب تقدم و تأخر عمل رنگرزی و عمل دندانه‌دندانه‌ها موادی هستند که برای تثبیت و رنگ‌پذیری بیشتر الیاف استفاده می‌شوند. روش عمل آن‌ها به اینصورت است که با به وجود آوردن منافذی در سطح الیاف باعث نفوذ بیشتر رنگ به الیاف می‌شوند و به‌طور کلی برای جذب بیشتر رنگ‌ها و تثبیت آن‌ها از دندانه‌ها باید استفاده کنیم چون حتی رنگ‌های طبیعی بدون استفاده از دندانه‌ها جذب الیاف نشده و رنگرزی الیاف با این رنگ‌ها بدون استفاده از دندانه‌ها از ثبات کافی برخوردار نخواهد بود، در نهایت دندانه‌ها جذب بیشتر و بهتر رنگ‌ها را فراهم می‌کنند. به عبارت دیگر دندانه‌ها موادی واسطه هستند که محیط را برای رنگ الیاف آماده می‌سازد و موجب می‌گردد که ثبات و شفافیت رنگ بیشتر گردد و قریب به اتفاق کلیه رنگ‌ها نیاز به دندانه‌ها دارند مگر گیاهانی که از ماده مازوجی (تانن) فراوانی برخوردار باشند که چند نوع دندانه را که کاربرد بیشتر دارد ذکر می‌کنیم: زاج سفید نمک مضاعف آلومینیوم و املاح آلومینیوم و زاج سیاه سولفات آهن و بیکرومات سدیم و بیکرومات پتاسیم و کروم شیرین و ترش قلع و نیکل و کبالت. بر حسب تقدم و تأخر عمل رنگرزی و عمل دندانه دادن، رنگرزی با مواد رنگزای طبیعی به سه طریق ممکن است صورت پذیرد:
1. اول رنگرزی، سپس دندانه کردن الیاف رنگرزی شده
2. اول دندانه دادن و سپس رنگرزی
3. عمل دندانه و رنگرزی توأم. در این روش کلاف‌ها را در حمام محتوای دندانه، رنگینه و مواد کمکی ریخته و یک روز بعد برای شستشو بیرون می‌آورند.[۱][۲۹][۸۹][۹۰]

اولین دندانه‌هایی که برای رنگ‌های طبیعی به کار برده شدند مواد نباتی بودند ولی پس از آنکه دندانه‌های فلزی کشف شدند دندانه‌های نباتی اهمیت خود را از دست دادند. در رنگرزی از مواد متعددی جهت کمک به دندانه‌دادن استفاده می‌کنند از جمله اسیدهای آلی و معدنی، مقدار اسیدی که به کار می‌برند بین یک تا سه درصد وزن پشم فرق می‌کند. اسیدهای معدنی مانند اسیدسولفوریک و اسیدکلریدریک باعث زردی و کدری رنگ‌های حاصله می‌گردند.

### انواع دندانه‌ها
- دندانه گیاهی:از گیاهان رنگدار نظیر پوست انار، پوست گردو بدست می‌آید. این گیاهان چون دارای ماده مازوج یا تانن می‌باشند در هنگام استفاده از آنها، تولید رسوب می‌کنند، و بر روی الیاف تولید لاک می‌کنند. این گیاهان چون دارای ماده مازوج‌دار هستند، رنگ بدست آمده کدر و مات است.
- دندانه‌های معدنی: این دندانه‌ها اغلب از املاح فلزات بدست می‌آید. برای تهیه این مواد باید املاح را با آب مخلوط کرد، برخی از این مواد مانند:املاح مس، کروم، کبالت رنگ دارند اما بعضی دیگر از این مواد مانند:آلومینیوم،قلع روی بی‌رنگ هستند این دسته چون در تغییری در رنگ ایجاد نمی‌کنند و از طرفی از خود ته‌رنگ به جا نمی‌گذارند، برای رنگرزی بسیار مناسب هستند.
- دندانه زاج سفید: مهم‌ترین دندانه در رنگرزی الیاف زاج سفید می‌باشد. زاج سفید تشکیل شده از مضاعف پتاسیم و آلومینیوم است. چهار نوع زاج سفید وجود دارد:

1. زاج قلمی
2. زاج نازک
3. زاج گرد
4. زاج مایع

برای استفاده از این دندانه باید احتیاط کرد زیرا استفاده بسیار این ماده باعث چسبندگی و بهم‌ریختگی خامه پشم می‌شود.
- دندانه کروم: از مهم‌ترین دندانه‌های مواد رنگزای مصنوعی می‌باشد و تشکیل شده از بی کربنات سدیم و بی کربنات پتاسیم است. به علت حساس بودن این دندانه نسبت به نور خورشید باید آن را از آفتاب تیز دور نگه داشت زیرا نور شدید باعث تیرگی رنگ در بعضی از قسمت‌ها می‌شود، این دندانه بسیار قوی می‌باشد و احتمال حساسیت پوستی در بعضی از افراد وجود دارد.[۱۴]

## نمودار رنگرزی

نمودار رنگرزی پارچه پلی‌استری با رنگ‌های دیسپرس، در این نمودار هدایت و تغییر دما در طول زمان رنگرزی مشخص شده‌است.

نمودار یا گراف رنگرزی، نموداری است که در آن پیشبرد و هدایت عملیات رنگرزی ارائه می‌شود. در نمودار رنگرزی، زمان افزودن مواد رنگزا و مواد شیمیایی کمکی و همچنین کالایی که قرار است رنگرزی گردد، مشخص شده‌است. در این نمودار میزان دمای محلول رنگرزی در طول عملیات و زمان افزایش، کاهش و ثابت نگاه داشتن دما مشخص شده‌است.

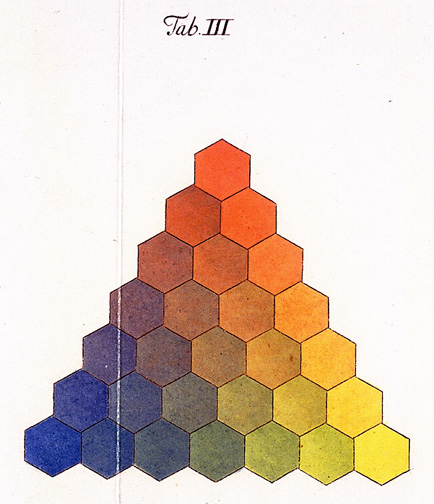
مثلث رنگ

## مثلث رنگ و رنگرزی
مثلث رنگ ترتیب منظمی از رنگ هاست که در درون یک سه گوش یا مثلث گنجانده شده‌اند، در سه گوش این مثلث رنگ‌های اصلی یعنی: آبی، قرمز و زرد قرار دارند و در درون مثلث با توجه به دوری و نزدیکی به هر گوشه (رنگ اصلی)، ترکیب رنگی خاص قرار دارد. در مبحث شیمی و فیزیک رنگ، سه رنگ اصلی زرد، قرمز و آبی وجود دارد که از ترکیب این سه رنگ انواع متنوع رنگ‌ها به دست می‌آید، مثلاً از ترکیب رنگ زرد و آبی، بسته به درصد این دو رنگ، طیف مختلفی از رنگ‌های سبز حاصل می‌شود یا از ترکیب رنگ زرد و قرمز، نارنجی حاصل می‌شود. کارشناسان رنگرزی برای به دست آوردن یک رنگ خاص رنگ‌های اصلی را با درصد مشخص ترکیب می‌کنند.

### رنگ همانندی در رنگرزی
ترکیب رنگ‌های اصلی با هدف حصول یک رنگ خاص به منظور به دست آوردن رنگ نمونه را رنگ همانندی می‌گویند. در حرفهٔ رنگرزی مشتری نمونه‌ای از کالای نساجی با رنگ خاص را به رنگرز می‌دهد و از او می‌خواهد تا رنگ کالای خود را دقیقاً شبیه نمونه درآورد و رنگرز با توجه به تجربهٔ خود و همچنین رنگ همانندی کردن این درخواست سفارش‌دهنده را بررسی می‌کند.

## رنگرزی و محیط زیست
بررسی تأثیرات فرایند رنگرزی بر روی محیط زیست در همهٔ کشورها و کل کره زمین بسیار حائز اهمیت است. بسیاری از کشورهای در حال توسعهٔ مقررات خاصی در زمینه نوع رنگ‌های مصرفی، روش‌های گوناگون آن و دفع پساب‌های حاصل، تدوین نکرده‌اند. در ایالات متحده آمریکا به‌ویژه ایالت کالیفرنیا، مقررات خاصی در این زمینه در حال اجرا است به‌طوری‌که نوع مواد رنگزا و نوع اسلوب‌های رنگرزی تحت قوانین ویژه تعیین شده‌است.

## معادلهای انگلیسی
1. ↑  Fibers
2. ↑  Yarn
3. ↑  Fabric
4. ↑  Clothes
5. ↑  Dye
6. ↑  silk
7. ↑  fabric
8. ↑  Carthamus tinctorius
9. ↑  Tyrian Purple
10. ↑  sea snail
11. ↑  Pliny
12. ↑  Indigofera Tinctoria
13. ↑  Alizarin
14. ↑  Talcum Powder
15. ↑  Oxid
16. ↑  Aluminium oxide
17. ↑  Rubia
18. ↑  Aluminium oxide
19. ↑  Iron oxide
20. ↑  Chromium oxide
21. ↑  Worshipful Company of Dyers
22. ↑  Calico
23. ↑  Parnell
24. ↑  Indigotin oxide
25. ↑  Mauvein
26. ↑  Verguin
27. ↑  Fuchsine
28. ↑  Lightfoot
29. ↑  Azo dyes
30. ↑  Anthraquinone dyes
31. ↑  indigo dyes
32. ↑  tie dyeing

## توضیحات
1. ↑  کالای رنگرزی در تعریف به ماده‌ای می‌گویند که هدف فرایند رنگرزی است و عملیات رنگرزی جهت رنگ کردن آن انجام می‌گیرد. کالای رنگرزی یا به عبارتی کالای نساجی، به سه ظاهر مختلف می‌تواند وجود داشته باشد که عبارتند از الیاف، نخ، پارچه.
2. ↑  نام دیگر مواد رنگزا، رنگینه است.
3. ↑  جامه گه ازرق کنی، گاهی سیاه
جامه خود دانی، تو مردم را مرز (اوحدی)
4. ↑  دندانه‌ها موادی هستند که برای تثبیت و رنگ‌پذیری بیشتر الیاف استفاده می‌شوند. روش عمل آن‌ها به اینصورت است که با به وجود آوردن منافذی در سطح الیاف باعث نفوذ بیشتر رنگ به الیاف می‌شوند و به‌طور کلی برای جذب بیشتر رنگها و تثبیت آن‌ها از دندانه‌ها باید استفاده کنیم چون حتّی رنگ‌های طبیعی بدون استفاده از دندانه‌ها جذب الیاف نشده و رنگرزی الیاف با این رنگ‌ها بدون استفاده از دندانه‌ها از ثبات کافی برخوردار نخواهد بود، در نهایت دندانه‌ها جذب بیشتر و بهتر رنگها را فراهم می‌کنند.